# Lucio Dalla

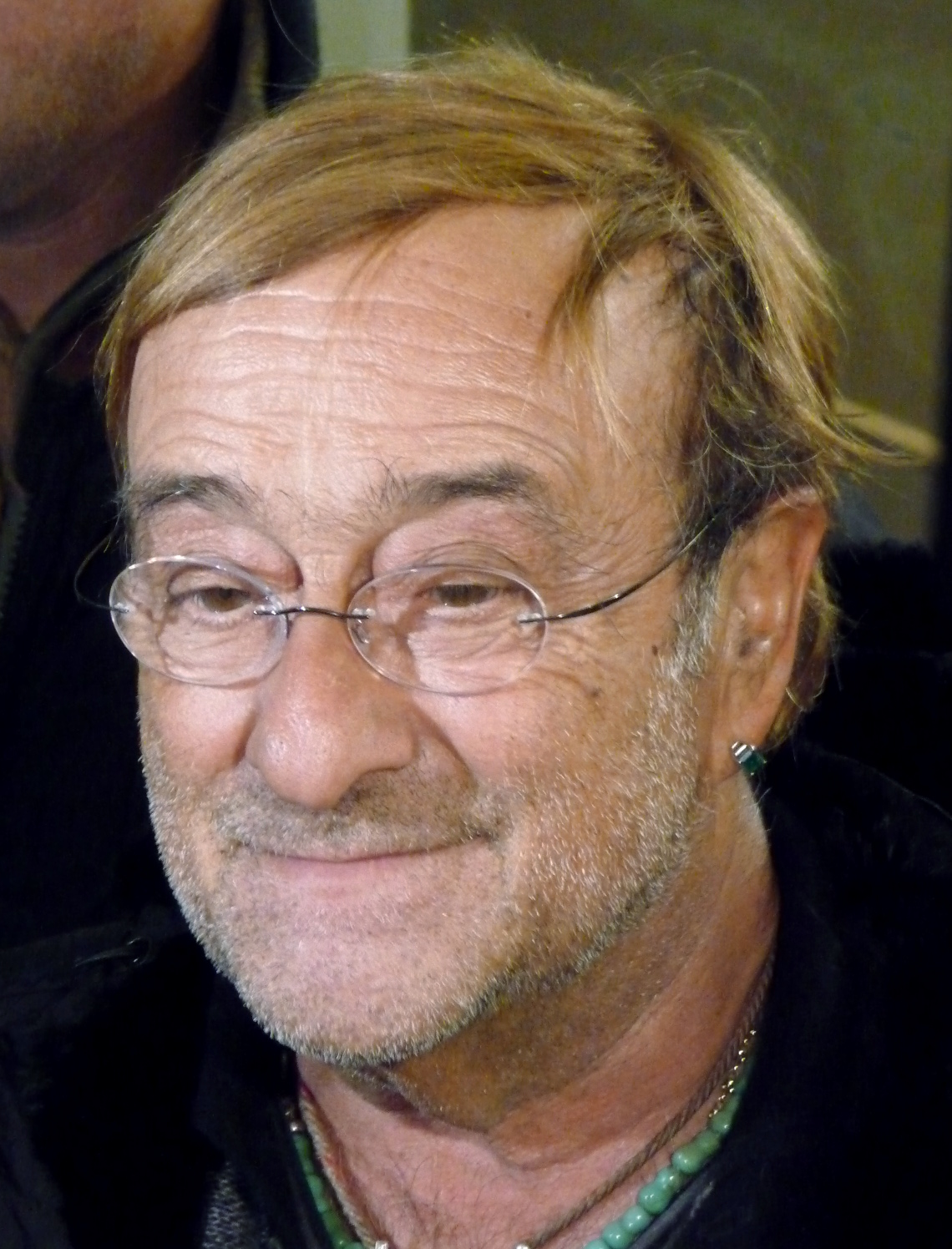
Lucio Dalla, 2008

Lucio Dalla [ˈluːtʃo ˈdalla] (* 4. März 1943 in Bologna; † 1. März 2012 in Montreux) war ein italienischer Musiker, Cantautore (Liederdichter), Komponist und Schauspieler.
Dalla wuchs in Bologna auf und kam früh mit Jazz in Berührung. Nach einigen Erfahrungen als Jazzklarinettist trat er ab 1962 auch als Sänger in Erscheinung. 1964 begann er, gefördert durch Gino Paoli, eine Solokarriere als Popsänger. Zunächst wenig erfolgreich, gelang Dalla beim Sanremo-Festival 1971 mit dem Lied 4 marzo 1943 der große Durchbruch und er konnte sich einen Namen als Cantautore machen. In Zusammenarbeit mit dem Dichter Roberto Roversi legte er zwischen 1973 und 1976 drei ambitionierte Alben mit politischen Liedern vor, bevor er mit eigenen Liedtexten ab 1977 den Höhepunkt seines Schaffens erreichte. Bis zu seinem Tod veröffentlichte er mehr als 20 Studioalben. Neben seiner Musikerkarriere war Dalla als Komponist und auch als Schauspieler für Filmproduktionen tätig und machte Musiktheater.
Dalla galt als einer der innovativsten und vielseitigsten, aber auch widersprüchlichsten Künstler in der italienischen populären Musik. Er machte musikalisch eine große stilistische Entwicklung durch, die bei Kritik und Publikum nicht immer positiv aufgenommen wurde. Inhaltlich erzählte er meist Alltagsgeschichten, besonders bemerkenswert ist seine Verarbeitung der bleiernen Jahre. Dalla arbeitete mit Größen der italienischen Musikszene zusammen, darunter Francesco De Gregori und Gianni Morandi, und war Entdecker und Förderer junger Künstler, vor allem von Ron, Luca Carboni und Samuele Bersani. Er stand regelmäßig an der Spitze der italienischen Charts und erlangte auch im Ausland Bekanntheit. Besonders für seine Filmmusik wurde er vielfach ausgezeichnet, daneben war er Träger einer Ehrendoktorwürde und des Verdienstordens der Italienischen Republik in der Großoffiziersklasse.

## Leben und Werk

### Kindheit
Lucio Dalla wurde am 4. März 1943 in Bologna als Sohn von Giuseppe Dalla, Kaufmann und Leiter eines Sportclubs, und der Modistin Iole Melotti geboren und wuchs in der Stadt auf. Lucio trat früh in Schultheaterstücken auf. 1950 verstarb der Vater an einem Tumor und die Mutter, die geschäftlich viel auf Reisen war, schrieb Lucio am Internat Collegio Vescovile Pio X in Treviso ein, wo er bis zu seinem zwölften Lebensjahr die Schule besuchte. Auch inspiriert von seinem Onkel Ariodante Dalla, der in den 1940ern und 1950ern als Sänger erfolgreich war, begann Lucio sehr jung, Akkordeon zu spielen. Seine Mutter erkannte sein Talent früh und ließ ihm viele Freiheiten. Mit 15 Jahren ging er nach Rom. Nach Abschluss der Pflichtschule wechselte er zwischen Fachoberschule, klassischem Lyzeum und Sprachengymnasium. Gleichzeitig trat er schon verschiedentlich als Musiker auf.

### Jugend und Interesse am Jazz

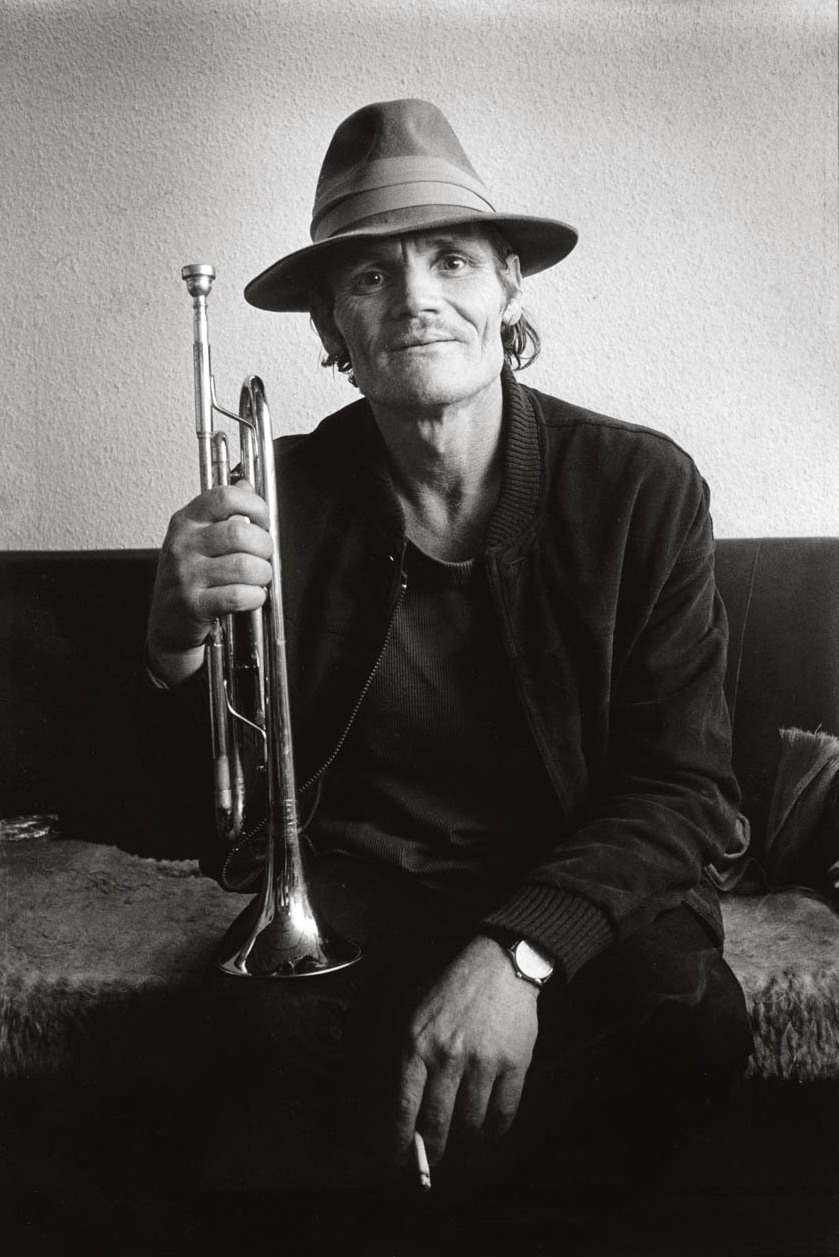
Jazzmusiker Chet Baker

Zurück in Bologna entwickelte Dalla ein großes Interesse für den Jazz. Schon zu seinem zehnten Geburtstag hatte er eine Klarinette geschenkt bekommen. Er erlernte das Instrument autodidaktisch und trat mit anderen Laienmusikern in der Stadt auf. Bald wurde er Klarinettist der Jazzformation Rheno Dixieland Band, bei der damals kurzzeitig auch Pupi Avati spielte. Bedeutsam war das Treffen mit dem US-amerikanischen Trompeter Chet Baker, der zu jener Zeit in Bologna lebte; mehrmals erhielt der junge Dalla die Möglichkeit, mit dem berühmten Jazzmusiker aufzutreten. Popmusik interessierte ihn in diesem Alter nicht. Als Jazzer trat er später auch mit Bud Powell, Charles Mingus und Eric Dolphy auf.
Dalla machte bei seiner ersten Reise in den Süden des Landes Urlaub in Manfredonia (Apulien), außerdem erhielt seine Mutter ein Haus auf den Tremiti-Inseln geschenkt. Der Musiker blieb der Gegend und besonders Manfredonia sein Leben lang sehr verbunden; auf den Tremiti-Inseln verbrachte er seine künftigen Urlaube und richtete dort später auch ein Aufnahmestudio ein. Er sah sich von den zwei kontrastierenden Lebensweisen des Nordens und Südens geprägt und begründete auch seine Religiosität mit den Erfahrungen des Südens.

### Die 60er-Jahre

#### Debüt mit denFlippers
1960 nahm Dalla mit der Rheno Dixieland Band am ersten europäischen Jazzfestival in Antibes teil, wo die Gruppe auf dem ersten Platz landete. Zu jener Zeit begann er auch, erste eigene Titel zu schreiben, darunter Il prode invertito und Avevo un cane… adesso non ce l’ho più. Eine professionelle Gruppe, die Second Roman New Orleans Jazz Band, bestehend aus Maurizio Majorana, Mario Cantini, Peppino De Luca, Roberto Podio und Piero Saraceni, wurde auf Dalla aufmerksam. Mit dieser nahm er 1961 erstmals ein Lied in einem Tonstudio auf, als Klarinettist im Titel Telstar, das bei RCA als Single erschien.
Ende 1962 trat er nach einer Empfehlung von Ennio Morricone den Flippers bei, einer Band aus Franco Bracardi (Klavier), Massimo Catalano (Trompete), Romolo Forlai (Vibraphon und Perkussion) und Fabrizio Zampa (Schlagzeug), in der Dalla neben Klarinette auch Saxophon spielte und zudem sang. Später spielte er auch mehrmals mit Edoardo Vianello, den die Flippers häufig begleiteten. Mit den Flippers erhielt Dalla seinen ersten Plattenvertrag und stieß nun in das Popgeschäft vor. Bei einigen Auftritten in Turin stieß er auf den Unmut der Lokalbesitzer, da er häufig barfuß auftrat. Finanziell war er zu jener Zeit noch sehr eingeschränkt.
Als Sänger erhielt er nach und nach Aufmerksamkeit, besonders für seinen Scat-Gesang, der eines seiner Kennzeichen werden sollte. Erstmals zu hören war er damit auf dem Flippers-Album At Full Tilt, im Lied Hey You. Als großer Bewunderer von James Brown setzte er einen sehr rauen und unharmonischen Gesang ein, mit plötzlichen Tonveränderungen an den Grenzen der musikalischen Logik. Dadurch etablierte er ein Markenzeichen, das ihm auch die Aufmerksamkeit von Gino Paoli einbrachte, der ihn als ersten Soulsänger Italiens betrachtete. Am Gesangswettbewerb Cantagiro 1963 nahmen die Flippers zusammen mit Edoardo Vianello und dem Lied I Watussi teil. Dabei gelang es Gino Paoli, der selbst auch teilnahm, Lucio Dalla davon zu überzeugen, eine Solokarriere einzuschlagen.

#### Solokarriere: Cantagiro und Sanremo
1964, im Alter von 21 Jahren, nahm Dalla seine erste Single als Solist auf, mit den Liedern Lei (non è per me) (Text von Paoli und Sergio Bardotti) und Ma questa sera (Text von Bardotti), die bei ARC, im Verleih der RCA Italiana erschien, wie auch seine folgenden Singles und das Debütalbum. Seine erste Soloerfahrung beim Cantagiro jenes Jahres, wo er Lei (non è per me) präsentierte, erwies sich als Reinfall: Das Publikum bedachte ihn mit Pfiffen und bewarf ihn sogar mit Tomaten. Gleichzeitig meldeten die Verantwortlichen bei RCA starke Zweifel an Dalla an, doch Produzent Gian Franco Reverberi hielt an ihm fest.
Nach diesem Misserfolg trat Dalla weiter mit den Flippers auf und begann, Lieder für Musikfilme aufzunehmen und gelegentlich selbst darin mitzuspielen. Paoli und Reverberi bemühten sich unterdessen, ihm endlich zum Durchbruch zu verhelfen. Mit dem Lied Pafff… bum!, das die Autoren Reverberi und Bardotti genau auf Dallas exzentrischen Stil zugeschnitten hatten, debütierte er schließlich beim Sanremo-Festival 1966, zusammen mit den Yardbirds. Der Beitrag schaffte es nicht ins Finale, verhalf Dalla aber zu größerer Aufmerksamkeit. Nach dem Festival holte Dalla sich 1966 eine Musikgruppe aus Bologna als Begleitband dazu, Gli Idoli, und nahm mit ihnen sein erstes Album auf, unter dem Titel 1999. Es verkaufte sich kaum und wurde bald wieder aus dem Handel genommen.
Schon 1967 kehrte Dalla nach Sanremo zurück und sang Bisogna saper perdere, zusammen mit den Rokes von Shel Shapiro. 1967 war das Jahr des folgenreichen Suizids von Luigi Tenco, mit dem Dalla bereits zusammengearbeitet hatte und befreundet war. Nach dem Erfolg von Bisogna saper perdere wandte Dalla sich für eine Weile der Beatmusik zu. Lieder aus jener Phase waren etwa Lucio dove vai oder besonders Il cielo, mit dem er beim Festival delle Rose den Kritikerpreis gewann. Auch hier fiel er durch sein nachlässiges Äußeres auf. Überhaupt war Dalla weithin für seine Spleens bekannt.
1968 trat er als Erzähler und Sänger im Episodenfilm Franco, Ciccio e le vedove allegre von Marino Girolami in Erscheinung und sang darin E dire che ti amo sowie Il cielo. Seine Karriere kam allerdings Ende der 60er-Jahre beinahe wieder zum Erliegen und er nahm kaum neue Musik auf. Mit dem Lied Fumetto gelang ihm 1969 wieder ein kleinerer Erfolg, da es von der Rai als Titelmelodie der Kindersendung Gli eroi di cartone verwendet wurde. 1969 schrieb er außerdem das Lied Occhi di ragazza, ursprünglich für den Newcomer Rosalino Cellamare, das schließlich von Gianni Morandi beim Eurovision Song Contest 1970 präsentiert wurde. Im selben Jahr veröffentlichte Dalla sein zweites Album Terra di Gaibola, das sich allerdings ebenfalls sehr schlecht verkaufte und von der RCA bald wieder aus dem Handel genommen wurde.

### Die 70er-Jahre

#### Von4 marzo 1943bisPiazza Grande
1971 nahm Dalla erneut am Sanremo-Festival teil, diesmal gemeinsam mit Equipe 84 mit dem Lied 4 marzo 1943 (Text von Paola Pallottino), und landete auf dem dritten Platz. Zunächst als Gesù bambino (Jesuskind) betitelt, musste es für die Veranstaltung zensiert werden; der neue Titel war Dallas Geburtsdatum, obgleich der Text des Liedes (eine junge Frau erwartet ein Kind von einem unbekannten alliierten Soldaten) nicht autobiographisch ist. Auch weitere Textteile mussten zensiert werden. Das Lied wurde Dallas bis dahin größter Verkaufserfolg und erreichte Platz eins der italienischen Singlecharts. Auf Französisch nahm Dalida das Lied (mit einem Text von Pierre Delanoë) auf und Chico Buarque brachte es mit portugiesischem Text erfolgreich nach Brasilien.
Im selben Jahr erschien das Album Storie di casa mia, das neben der Hitsingle eine Reihe von Liedern enthielt, die Dallas Bedeutung als Cantautore steigerten. Musikalisch zeichneten sie sich durch eine einfache und direkte Struktur aus, die gemäß dem Folk-Modell von Guccini und De André ausschließlich die Texte transportieren soll. Die Arrangements sind zurückhaltend und diskret und lenken nicht vom Schwerpunkt des Werkes, der erzählenden Stimme, ab. Die Texte von Baldazzi, Bardotti und Pallottino behandeln soziale Themen, die Dallas neue Rolle prägen: als Unterhaltungskünstler, der gleichzeitig zum Nachdenken anregt. Unter den enthaltenen Titeln waren La casa in riva al mare (über das Schicksal eines Häftlings), Il gigante e la bambina (über Pädophilie) und Itaca, ein metaphorischer Dialog zwischen einem Matrosen und seinem Kapitän (Odysseus). Auch dieses Album blieb jedoch relativ unbeachtet.
1972 ging Dalla ein weiteres Mal in Sanremo ins Rennen, diesmal mit Piazza Grande, einem Lied über einen Obdachlosen (Text von Gianfranco Baldazzi und Sergio Bardotti, Musik von Dalla und Ron). Das Lied war während Dallas erster Nordamerika-Tournee entstanden. Mit dem titelgebenden Platz ist nicht, wie oft angenommen, Piazza Maggiore in Bologna gemeint, sondern Piazza Cavour, wie Baldazzi 2011 klarstellte. Piazza Grande wurde zusammen mit 4 marzo 1943 zu einem von Dallas bekanntesten Liedern. Obgleich es sich mit der Zeit zu einem Klassiker italienischer Musik entwickelte, erreichte es in Sanremo nur den achten Platz, was für Dalla wieder zu einer vorübergehenden künstlerischen Krise führte. In dieser Zeit lernte er Francesco De Gregori kennen.

#### Die Roversi-Periode
1973 beendete Dalla seine Zusammenarbeit mit den Textdichtern Sergio Bardotti und Gianfranco Baldazzi und hielt sich an den Bologneser Dichter Roberto Roversi. Diese drei Jahre dauernde Zusammenarbeit ergab drei Alben, die als grundlegend für die Entstehung der canzone d’autore in Italien gelten. Die politischen Inhalte nahmen unter Roversi, einem Kommunisten und ehemaligen Partisanen, zu. Dalla gab an, von dem Dichter unzählige Dinge gelernt zu haben. Das erste Album dieser Periode war Il giorno aveva cinque teste von 1973. Sowohl musikalisch als auch textlich ist es schwer zu deuten und sehr experimentell. Dazu kam Dallas eigenwilliger Gesang mit häufigen Wechseln des Registers und improvisierten Jazz-Elementen. Der Eingangstitel Un’auto targata TO befasst sich mit Einwanderung und Immobilienspekulation; es folgen Lieder wie L’operaio Gerolamo und Alla fermata del tram, der Instrumentaltrack Pezzo zero und weitere wie Il coyote, Passato presente und La canzone di Orlando. Das Album verkaufte sich erneut schlecht, doch konnte Dalla sich damit einen Namen als „ernsthafter“ Cantautore machen und ein neues Publikum erschließen.
Mit etwas traditionellerem Formbewusstein erschien 1975 das zweite Album mit Roversi, Anidride solforosa. Dieses enthielt Mela da scarto (über Jugendkriminalität), Le parole incrociate (über Verbrechen des Staates nach der Einigung), Carmen Colon (über Verbrechens- und Unfallmeldungen) und das satirische La borsa valori (über Tätigkeiten an der Börse); außerdem Tu parlavi una lingua meravigliosa und den Titelsong, der dem Umweltschutz gewidmet ist. In diesem Jahr nahm Dalla auch am sozialistischen Festival del proletariato giovanile teil. In dieser Zeit waren Musik und soziales Engagement eng verbunden und Dalla war bemüht, besonders ein Publikum von Arbeitern und Angestellten anzusprechen.
Schließlich schrieben und präsentierten Dalla und Roversi 1976 das Theaterstück Il futuro dell’automobile e altre storie, das von der Rai Anfang 1977 im Fernsehen übertragen wurde. Im Stück erzählte Dalla einem Schimpansenweibchen die großen Taten von Tazio Nuvolari. Aus dem Stück ging auch das nächste Album Automobili hervor. Auf Druck der Plattenfirma versammelte Dalla auf diesem Album eine Auswahl von Liedern des Theaterstücks, was Roversi jedoch ablehnte und dazu führte, dass er die Lieder nur unter Pseudonym registrieren ließ. Für ihn wurde durch die Zusammenstellung im Album der rote Faden des Theaterstücks zerstört.
Infolge dieser Unstimmigkeit kam die Zusammenarbeit der beiden Künstler zu einem Ende. Dalla wollte sich mehr dem Publikum öffnen, während Roversi sehr rigoros auf einer Vertiefung der politischen Inhalte bestand. Den Bruch empfand Dalla als Trauma, jedoch letztlich auch als Ausgangspunkt für das Schreiben eigener Texte. Lieder, die es nicht aufs Album geschafft hatten, blieben lange unveröffentlicht, darunter I muri del ’21, La signora di Bologna, Assemblaggio, Rodeo und Statale adriatica, chilometro 220. Automobili ist als Konzeptalbum angelegt. Besonders wegen des Liedes Nuvolari erwies sich das Album als besonders erfolgreich und erreichte erstmals die Charts. Weitere bemerkenswerte Titel waren Mille miglia, Il motore del 2000 und Due ragazzi sowie Intervista con l’Avvocato, das ein fiktives Interview mit Giovanni Agnelli thematisiert.

#### Die künstlerische Reife und der große Erfolg
1977 beschloss Dalla, unter dem Eindruck der Gewalt der bleiernen Jahre und unter dem Leistungsdruck seines Labels, sich auf die Tremiti-Inseln zurückzuziehen und selbstständig an seinem nächsten Album zu arbeiten. Schon seine ersten eigenen Liedtexte zeugten von großer Reife. Ergebnis dieser Arbeit war das Album Come è profondo il mare, in dessen Titelsong er Metaphern über Macht und Meinungsfreiheit verarbeitete. Weitere Lieder waren Quale allegria, Il cucciolo Alfredo, E non andar più via, Corso Buenos Aires sowie Disperato erotico stomp. Viele Fans reagierten ungehalten auf das Album, das zu sehr dem Markt angepasst sei, und auch Roversi sprach von „industriellen statt kulturellen Entscheidungen“; im Nachhinein wurde es jedoch als Eckpfeiler in Dallas Schaffen anerkannt, auch im Hinblick auf die Musik. Ron, später häufig als Arrangeur für Dalla tätig, war erstmals als Studiomusiker mit an Bord. Das öffentliche Bild Dallas wandelte sich parallel zu seiner künstlerischen Entwicklung und brachte ihm eine Vielzahl neuer Fans ein, auch dank seiner zunehmend theatralischen Auftritte und gesanglichen Improvisationen.
Schon zwei Jahre später konnte der Cantautore mit seinem Album Lucio Dalla den Erfolg des Vorgängers noch steigern. Es erreichte Platz zwei der Charts und enthielt eine Reihe von späteren Klassikern seines Repertoires: Anna e Marco, L’ultima luna, Stella di mare, oder Cosa sarà (im Duett mit Francesco De Gregori). Den Schluss des Albums bildete das prägende L’anno che verrà, das eine Utopie für das Ende der bleiernen Jahre entwirft. Einige der Lieder hatte Dalla schon vorab am 20. Dezember 1978 live in der RTSI präsentiert; aus dem Auftritt ging Jahre später auch ein Videoalbum hervor. Das Wochenmagazin L’Espresso behandelte im Sommer 1979 den überraschenden Erfolg des „kulturellen Phänomens“ Dalla in einem Gespräch mit dem Journalisten Giorgio Bocca.

#### Die Zusammenarbeit mit Francesco De Gregori
Noch vor dem Erfolgsalbum Lucio Dalla erschien im Dezember 1978 die Single Ma come fanno i marinai, geschrieben und gesungen in Zusammenarbeit mit Francesco De Gregori. Das spontan entstandene Lied wurde sehr positiv aufgenommen. Daraufhin starteten die beiden Cantautori die Tournee Banana Republic (namensgebend für das daraus hervorgegangene Livealbum), mit denen sie Stadien in ganz Italien füllten. Es war das erste Mal, dass Cantautori ihre Musik in Stadien einem Massenpublikum präsentierten; als Vorreiter dieser neuen Verbindung zwischen Musiker und Publikum wurden Dalla und De Gregori zu untypischen Rockstars. Das Livealbum enthält zehn Lieder, darunter mehrere Coverversionen.

### Die 80er-Jahre

#### VonDallazur Gründung von Stadio

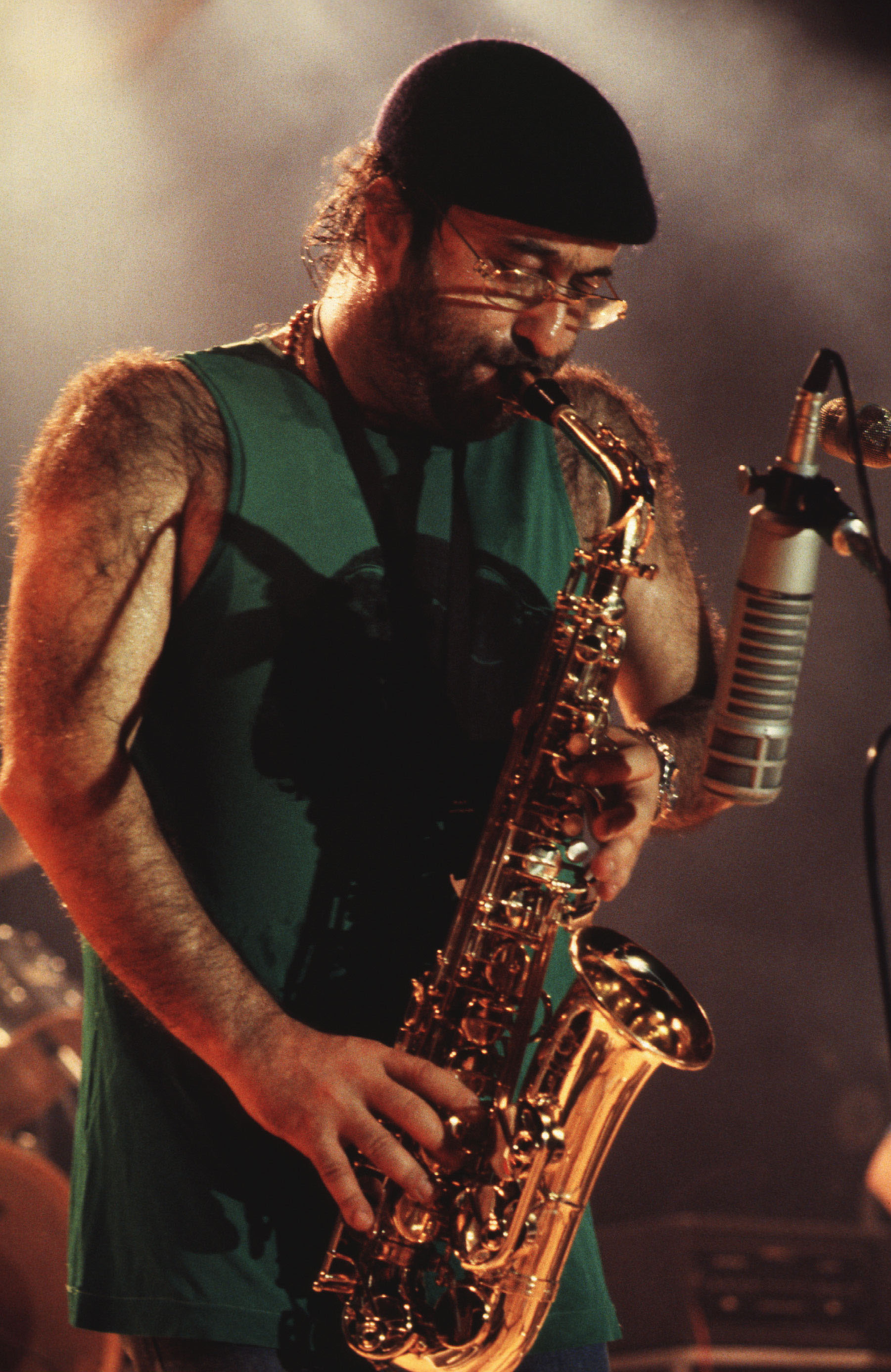
Lucio Dalla am Saxophon in den 80er-Jahren

Das nächste Album Dalla erschien im September 1980. Mit einem rockigeren Stil gelang Dalla damit erstmals der Sprung an die Spitze der Albumcharts, als Ergebnis einer unbeirrt kreativen Phase. Die enthaltenen Lieder kamen bei Fans und Kritikern gleichermaßen an, besonders hervorzuheben sind Futura, das laut Aussagen des Musikers am Checkpoint Charlie in Berlin entstanden war, Cara, Meri Luis und La sera dei miracoli. Prägende Singleauskopplung war Balla balla ballerino, die Geschichte eines pazifistischen Tänzers.
Mit der Q disc legte Dalla 1981 ein Minialbum in einem neuen von der RCA entwickelten Tonträgerformat vor. Die vier Titel enthaltende Veröffentlichung gilt als Fortführung und gleichzeitig Abschluss seiner beiden Vorgängeralben. Der erste Titel Telefonami tra vent’anni daraus wurde am bekanntesten; eine Instrumentalversion von You’ve Got a Friend von Carole King bildete den Abschluss. Gleichzeitig betätigte sich Dalla als Produzent für ein Album von Renzo Zenobi, Telefono elettronico, auf dem er auch als Gastsänger zu hören ist.
Ende 1981 beschloss Dallas Begleitband, eine selbstständige Parallelkarriere zu starten, und gab mit der Veröffentlichung einer eigenen Single den Startschuss für die Band Stadio. Der Name war durch die Stadion-Proben und -Auftritte während der Banana-Republic-Tournee inspiriert, Frontman wurde Gaetano Curreri. 1982 widmete Carlo Verdone seinen Film Borotalco Lucio Dalla, wofür dieser, Curreri und Giovanni Pezzoli den Titelsong Grande figlio di puttana beisteuerten. Das Lied wurde mit dem David di Donatello und dem Nastro d’Argento für den besten Filmsong ausgezeichnet. Dalla lobte Verdone für den Film.

#### 1983,Viaggi organizzati,Bugie
Das Album 1983, erschienen in ebenjenem Jahr, war erneut ein großer Verkaufserfolg und ein Nummer-eins-Album, konnte die Kritik jedoch nicht ganz überzeugen. Dalla gab selbst zu, dass er während der Aufnahmen für das Album anderweitig beschäftigt und nicht auf das Projekt konzentriert war. In diesem Jahr schrieb er mit Lontano da dove den Titelsong für den gleichnamigen Film von Stefania Casini und Francesca Marciano. Außerdem machte er die Bekanntschaft des jungen Musikers Luca Carboni, an dessen Debütalbum er mitwirkte.
1984 schlug der Cantautore musikalisch eine neue Richtung ein und trennte sich von RCA und Stadio. Das Album Viaggi organizzati entstand in Zusammenarbeit mit dem Dance-Musiker Mauro Malavasi. Es erschien bei Dallas eigenem Label Pressing und erreichte erneut die Chartspitze. Ein Hit daraus war das Lied Tutta la vita, das auf Englisch von Olivia Newton-John gesungen wurde. Weitere wichtige Titel waren Tu come eri, Stornello und Washington. Mit dem Jazzpianisten Marco Di Marco nahm Dalla 1985 ein Jazzalbum auf.
Schon bald tat Dalla sich wieder mit Stadio zusammen und veröffentlichte 1986 das neue Album Bugie. Nach dem Erfolg der Single Se io fossi un angelo verkaufte sich auch das Album ähnlich gut wie die Vorgänger. Im Instrumentalstück Tania del circo spielte Dalla Saxophon, mit dem Jazzer Franco D’Andrea am Klavier. Er schrieb ferner den Titel Lunedì cinema, den die Rai als Jingle für Filmvorstellungen verwendete und der auf dem Stadio-Album Canzoni alla radio enthalten ist.

#### Der internationale Erfolg vonCaruso

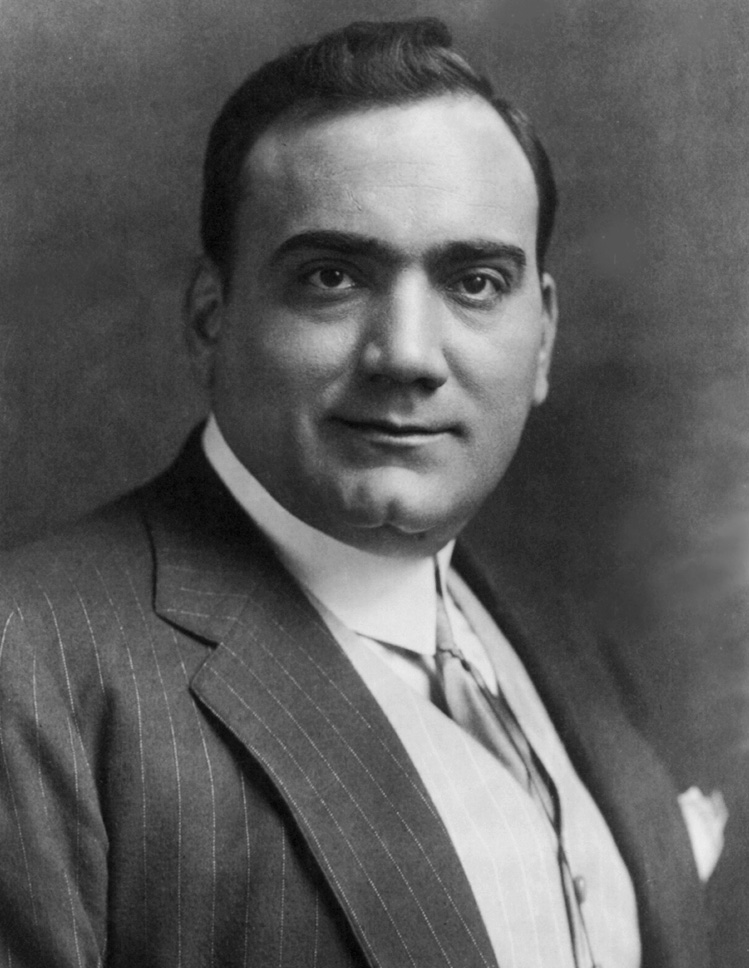
Der Tenor Enrico Caruso (1910)

Im März 1986 startete Dalla zusammen mit Stadio eine kurze internationale Tournee, die bis in die USA führte. Aus diesem Anlass strahlte die Rai eine Sondersendung über das Konzert in Village Gate in New York am 23. März 1986 und Dallas Erfahrungen in den USA aus. Aus diesem Konzert ging das doppelte Livealbum DallAmeriCaruso hervor, das als einziges unveröffentlichtes Lied Caruso enthielt. Dieser Titel über die letzten Tage des Enrico Caruso bescherte dem Cantautore einen außergewöhnlichen Erfolg. Nach der Targa Tenco als Lied des Jahres in Italien verkaufte es sich in der ganzen Welt und wurde zu einem Klassiker der italienischen populären Musik.
Unter den Interpreten der unzähligen Coverversionen von Caruso finden sich Mercedes Sosa, Céline Dion, Michael Bolton, Lara Fabian, Julio Iglesias, Andrea Bocelli oder Luciano Pavarotti; in einer beim Sanremo-Festival 2008 vorgestellten Liste der im Ausland bekanntesten italienischen Lieder landete Caruso nach Nel blu dipinto di blu von Domenico Modugno auf dem zweiten Platz. Das Lied entstand nach Dallas Aussagen bei einer Reise nach Sorrent, wo er ungeplant im selben Hotelzimmer übernachtete wie Jahre zuvor der berühmte Tenor. Von den Hotelangestellten hörte er die Geschichte der Liebe zwischen dem schwerkranken Caruso und einer seiner Schülerinnen, was ihn zu dem Lied inspirierte. Wegen der Textpassagen in neapolitanischer Sprache wollte Dalla, der selbst bolognesischen Dialekt sprach, das Lied zunächst nicht selbst singen.

#### Die Zusammenarbeit mit Gianni Morandi
Im Juni 1988 erschien das Album Dalla/Morandi in Zusammenarbeit mit Gianni Morandi, ein weiterer Nummer-eins-Erfolg mit früheren Liedern der beiden Musiker sowie mehreren neuen Duetten. Erste Single war Vita, geschrieben von Mogol und Mario Lavezzi, und vor allem für Morandi stellte sie eine Neubelebung seiner Karriere dar. Laut Lavezzi wurden die neuen Lieder speziell für das Projekt mit Morandi geschrieben, da die Idee für das Album spontan und gänzlich ohne Vorarbeit getroffen worden war. Auch Francesco Guccini steuerte einen Liedtext zum Album bei. Die dem Album folgende Tour führte die Musiker auch aus Italien hinaus und war ein großer Erfolg. Ein letztes Mal war Stadio als Begleitband dabei. Der Abschluss der Tournee im griechischen Theater in Syrakus wurde live auf Rai 1 übertragen, unter der Regie von Gabriele Salvatores. Bemerkenswert an dem Projekt war die starke Gegensätzlichkeit der beiden Musiker, die völlig unterschiedliche Richtungen der italienischen Musik verkörperten.

### Die 90er-Jahre

#### Attenti al lupound andere Geschichten

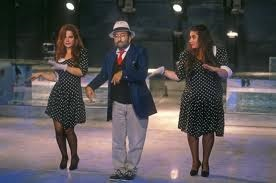
Lucio Dalla 1990 mit Attenti al lupo

Cambio („Veränderung“) war der Titel des nächsten Albums, das im September 1990 erschien. Der programmatische Titel unterstrich Dallas Wunsch nach ständiger Weiterentwicklung. Dieser Wandel vollzog sich im Lauf der 90er-Jahre und leitete die spätere Pop-Phase des Cantautore ein. Ungeachtet der Veränderungen zog er jedoch noch immer ein Massenpublikum an. Mit der Single Attenti al lupo (geschrieben von Ron) erreichte Dalla zum zweiten Mal die Spitze der Singlecharts, und auch das Album konnte an die bisherigen Erfolge anknüpfen. Ron war für Attenti al lupo ursprünglich selbst als Sänger vorgesehen, doch gelang es Dalla, ihn zu überreden, das Lied ihm zu überlassen. Durch den großen Erfolg des Liedes wurden andere Lieder des Albums in den Schatten gestellt, etwa Le rondini, Bella, È l’amore sowie Comunista (das noch mit Roberto Roversi entstanden war). Die Aufnahme von Comunista auf das Album, inspiriert vom Fall der Berliner Mauer und dem Niedergang des Kommunismus in Europa, gab auch Anlass für eine „Versöhnung“ von Dalla und Roversi.
Am 25. Oktober des Jahres begegnete Dalla in einer Fernsehsendung Federico Fellini. In dem Gespräch erzählte Fellini von seinen Erfahrungen bei einem Dalla-Konzert; als Reaktion auf dessen Überraschung darüber, dass jemand wie Fellini zu seinen Konzerten komme, meinte der Regisseur, dass jeder einmal ein solches sehen müsste. Tatsächlich hatte Fellini schon 1986 in seinem Film Ginger und Fred, in einer Szene mit Doppelgängern bekannter Persönlichkeiten, Dalla eingebaut. Zwischen 1991 und 1992 ging Dalla auf die Cambio-Tour, im Rahmen derer er auch den jungen Cantautore Samuele Bersani kennenlernte und zu fördern begann. Ebenso verhalf er dem jungen Biagio Antonacci zu ersten Auftritten.

#### Hennaund der Erfolg vonCanzoni
Nach dem Livealbum Amen folgte Ende 1993 das Studioalbum Henna, dessen Titelsong Dalla selbst als eines seiner Lieblingslieder nannte. Das Lied verarbeitete die düstere Stimmung, die die Jugoslawienkriege und der Zusammenbruch des italienischen politischen Systems nach dem Korruptionsskandal Mani pulite nach sich zogen. Weitere Lieder des Albums sind Latin lover, Domenica, Liberi, Cinema (mit der Beteiligung von Marcello Mastroianni) und Merdman sowie der Schlusstrack Treno über die Entwicklung der postkommunistischen Staaten Osteuropas. Das inhaltlich sehr inkohärente Album war im Vergleich zum Vorgänger nur wenig erfolgreich, was auch eigenwilligen Vermarktungsstrategien Dallas geschuldet ist.
Im selben Jahr wurde Lucio Dalla für seine Liedtexte der Literaturpreis Premio Librex Montale in der (1991 eingeführten) Kategorie Poetry for Music verliehen. Andere Preisträger in dieser Kategorie sind etwa Paolo Conte, Francesco Guccini, Fabrizio De André, Franco Battiato oder Ivano Fossati. Bei dieser Gelegenheit lernte er die Dichterinnen Alda Merini und Leandra D’Andrea kennen, mit denen er Freundschaft schloss. 1994 und 1995 unternahm Dalla mehrere internationale Tourneen. Bestärkt durch den internationalen Erfolg, nahm er einige fremdsprachige Lieder auf, darunter Stirb ma ned weg im Duett mit Konstantin Wecker (1994).
1996 erschien Canzoni, das die endgültige Hinwendung Dallas zum Pop darstellt. Dem Album ging die Single Canzone voraus, an deren Text Samuele Bersani mitgearbeitet hatte und die in die Top 10 der Singlecharts gelangte. Weitere erfolgreiche Lieder aus dem Album waren Ayrton (gewidmet dem Formel-1-Piloten Ayrton Senna) und Tu non mi basti mai. Canzoni übertraf den Erfolg von Cambio noch einmal. Als Ghosttrack enthielt das Album eine neue Version von Disperato erotico stomp, gefolgt vom religiösen Hymnus Vieni, spirito di Cristo in der Interpretation des jungen Franziskaners Alessandro Fanti. Zudem inszenierte Dalla zu jener Zeit Peter und der Wolf von Sergei Prokofjew und schrieb, zusammen mit Gustav Kuhn, die moderne Oper Cinquecento. Nach diesem kurzen Ausflug in die klassische Musik wandte er sich der Dance-Musik zu und brachte auf Lucio Dalla – Dance Remixes zehn Remixe einiger seiner bekannten Lieder heraus.

#### Die neuerliche Arbeit mit Roversi und das AlbumCiao

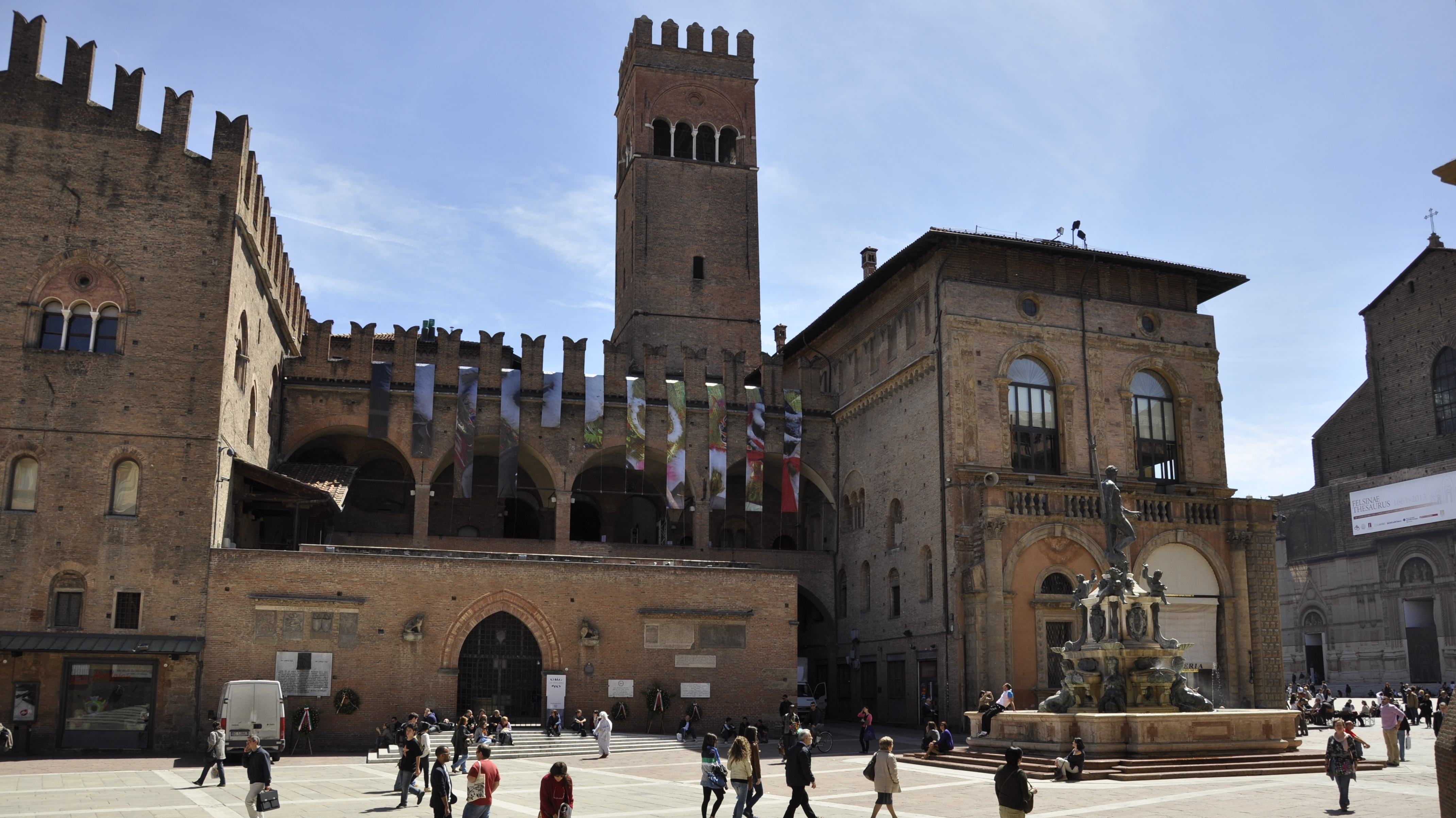
Der Palazzo Re Enzo in Bologna

Im Sommer 1998 kam es zu einer erneuten Zusammenarbeit von Lucio Dalla und Roberto Roversi, als Roversis Stück Enzo Re von 1974 mit Musik von Dalla aufgeführt wurde. Das Ereignis leitete eine Eventreihe anlässlich Bolognas Status als Kulturhauptstadt Europas 2000 ein. Das Werk erzählt die Geschichte König Enzios, Sohn von Friedrich II., und seiner Gefangennahme durch die Bürger Bolognas. Als Schauspieler fungierten neben einer Reihe von Studenten der Universität Bologna auch Ugo Pagliai und Paolo Bonacelli, während Dalla einige seiner Lieder selbst vortrug. Die Lieder des Projekts wurden zu der Zeit nicht offiziell veröffentlicht und erschienen erst 2013 in der postumen Kompilation Nevica sulla mia mano, die Dallas gesamte Zusammenarbeit mit Roversi zum Thema hat.
1999 wurde Dalla die Ehrendoktorwürde der Universität Bologna in Discipline delle arti, della musica e dello spettacolo (Kunst, Musik und Schauspiel) verliehen. Im September des Jahres veröffentlichte er sein nächstes Album Ciao, seinen neunten Nummer-eins-Erfolg. Neben dem Titelsong enthielt es Lieder wie What a Beautiful Day, Trash, Non vergognarsi mai, Là und Scusa. Außerdem hatte Dalla anlässlich der Jahrtausendwende sein altes Lied 1999 neu aufgenommen.

### Die 2000er-Jahre

#### Zwischen Pop und Oper

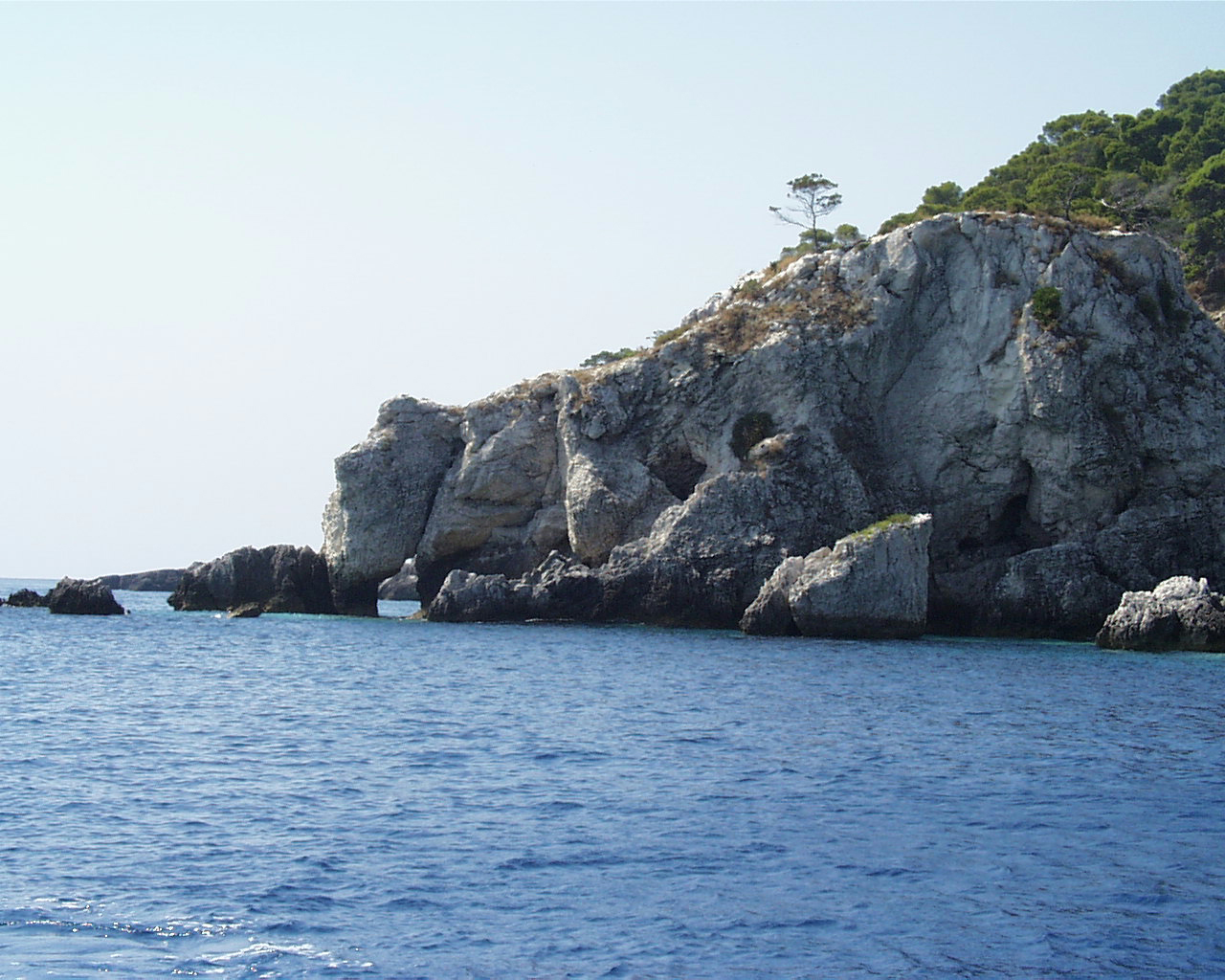
Die Insel San Domino, auf der Lucio Dalla wohnte

Das neue Jahrtausend wurde durch das Album Luna Matana eingeleitet, das im Oktober 2001 erschien. Aufsehen erregte das Lied Kamikaze (mit Gianluca Grignani an der Gitarre), da es von vielen als Reaktion auf die Terroranschläge vom 11. September interpretiert wurde. Der Corriere della Sera mutmaßte in einem Artikel, dass Dallas Plattenfirma die Veröffentlichung des Liedes als Single deshalb verhindert habe. BMG Ricordi verteidigte diese Entscheidung, während Dalla selbst erklärte, dass der Bezug zu den Terroranschlägen gar nicht gegeben sei; vielmehr beziehe sich das Lied auf Kamikaze-Flieger im Zweiten Weltkrieg. Weitere Titel des Albums sind Siciliano, gesungen mit Carmen Consoli, Notte americana und Agnese delle Cocomere. Der Titel des Albums verweist auf die Bucht Cala Matana auf der Insel San Domino (Tremiti-Inseln), wo Dallas Haus und Studio liegen.
2003 befasste Dalla sich wieder mit der Oper und schrieb und inszenierte mit Tosca – Amore disperato eine eigene Version von Giacomo Puccinis Tosca. In Zusammenarbeit mit Mina nahm er dazu das Lied Amore disperato auf. Dieses war auf dem Album Lucio enthalten. Die erste Aufführung von Tosca erfolgte am 23. Oktober 2003 in Rom, nach einer ersten Präsentation in der Engelsburg am 27. September. Während das in kürzester Zeit aufgenommene Album Lucio wenig Beachtung fand, war die Operninszenierung ein großer Erfolg, was die Verlagerung des Interesses Dallas weg von der Liedform unterstrich.
Das großangelegte Best-of 12000 lune erschien 2006. Auch die unveröffentlichten Lieder Stella, Sottocasa und Dark Bologna fanden darin Eingang. Dalla war in diesem Jahr auch im Buch Complice la musica von Fernanda Pivano vertreten, in dem die Autorin Interviews mit 30 Cantautori verarbeitet.

#### Erfahrungen als Theaterregisseur
Im Februar 2007 begann Dalla eine Zusammenarbeit mit Marco Tutino, Leiter des Stadttheaters in Bologna, und mit dem Produzenten Gianni Salvioni an einer freien Bearbeitung des Ballets Pulcinella (1920) von Igor Strawinsky, das mit der Oper Arlecchino (1917) von Ferruccio Busoni kombiniert wurde, mit Marco Alemanno als Hauptdarsteller. Dalla beschrieb seine Stückwahl als Gegenreaktion auf den Konsumdruck des Marktes. Schon im Juni 2007 ließ er sein nächstes Popalbum Il contrario di me folgen. Das Album erschien auch als Beilage zur Zeitung La Repubblica. Lieder des Albums waren Due dita sotto il cielo (gewidmet dem Motorradrennfahrer Valentino Rossi), das religiös geprägte I.N.R.I., Malinconia d’ottobre und Rimini.

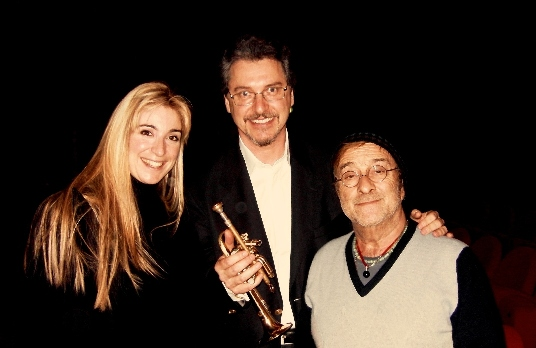
Lucio Dalla (rechts) mit der Pianistin Françoise de Clossey und dem Trompeter Mauro Maur (2010)

2008 inszenierte Lucio Dalla The Beggar’s Opera von John Gay, wobei er mit Angela Baraldi und Peppe Servillo (Avion Travel) zusammenarbeitete. Das Stück debütierte in Bologna am 29. März des Jahres. Dalla hatte Textänderungen vorgenommen und das Stück aus dem London des 18. Jahrhunderts ins heutige Bologna transportiert. Dem Bologneser Dialekt wird viel Raum gegeben, die Musik ist von Händel und Purcell inspiriert. Die DVD zum Schauspiel wurde wieder von Gianni Salvioni produziert. Als nächste Veröffentlichung erschien das doppelte Livealbum LucioDallaLive – La neve con la luna.
Am 11. Januar 2009 trat Dalla in einer Fernsehsendung zum zehnjährigen Todestag von Fabrizio De André auf und sang zusammen mit Marco Alemanno De Andrés Lied Don Raffaè. Beim Sanremo-Festival 2009 trat er zusammen mit der Newcomerin Iskra Menarini auf. Wieder mit Alemanno, nahm er im Sommer am Festival Teatrocanzone zu Ehren Giorgio Gabers teil und interpretierte das Lied Io mi chiamo G. Im Oktober 2009 kündigte Dalla mit der Single Puoi sentirmi? das neue Studioalbum Angoli nel cielo an. Darauf sind auch Questo amore, Gli anni non aspettano und Fiuto (Duett mit Toni Servillo) enthalten.

### Die letzten Jahre

#### Das neue Projekt mit De Gregori

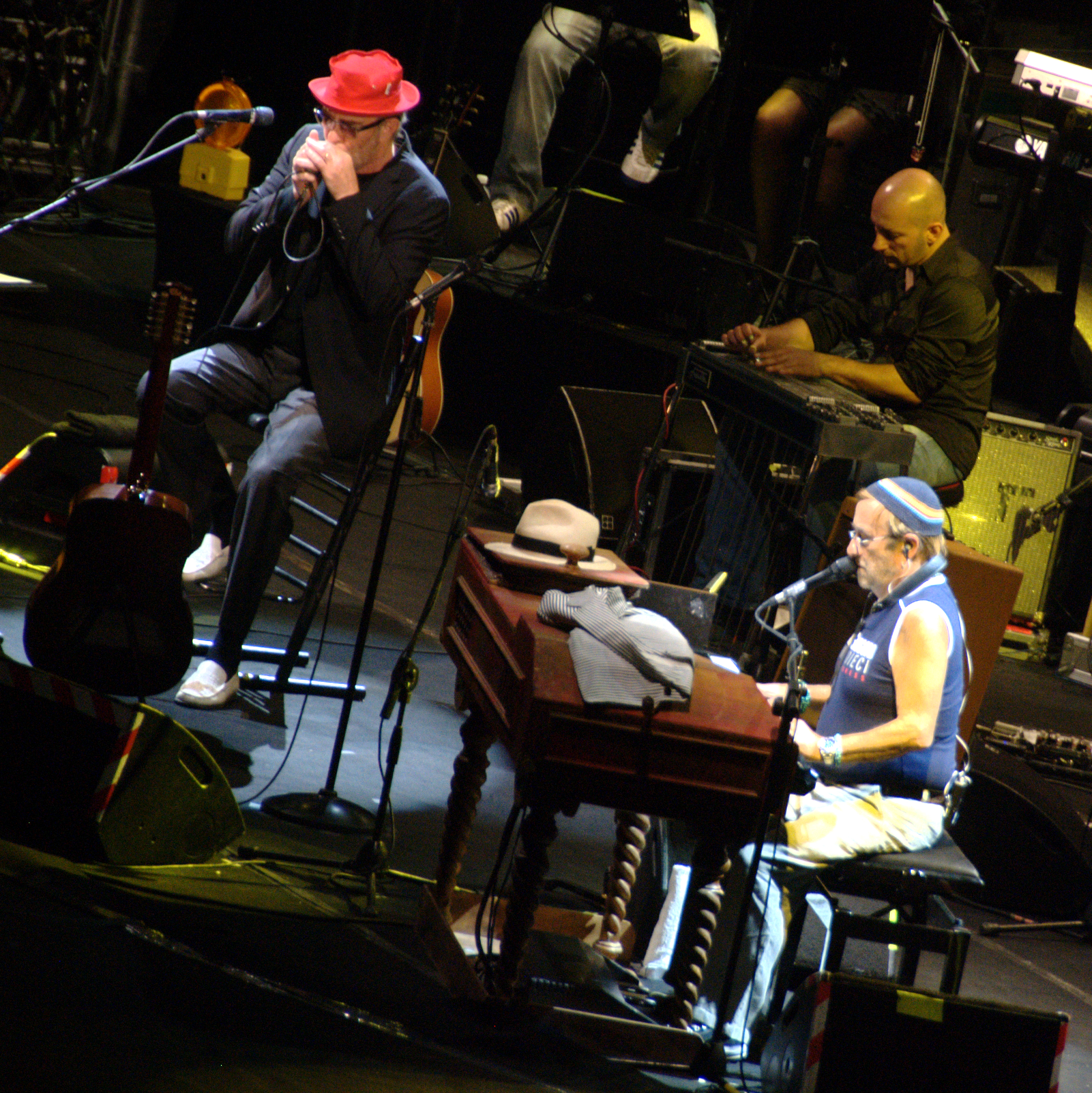
Lucio Dalla und Francesco De Gregori live in Padua

Anfang 2010 wurde überraschend ein Konzert von Dalla und Francesco De Gregori in Nonantola angekündigt, unter dem Namen Work in Progress. Diesem Auftritt folgte eine erfolgreiche Tournee. Es war erst ihre zweite gemeinsame Tournee seit Banana Republic vor 30 Jahren; dazwischen hatten sie lediglich einen größeren gemeinsamen Auftritt beim Neujahrskonzert in Assisi, das die Rai 1998 ausstrahlte. Dalla hatte schon länger ein neues Projekt mit De Gregori öffentlich erwogen und am 24. Juni 2009 war De Gregori überraschend als Gast bei einem Dalla-Konzert aufgetreten.
Im Gegensatz zu der früheren Tournee fanden die Konzerte nicht mehr in Stadien, sondern zumeist auf öffentlichen Plätzen statt. Die ausgedehnte Tournee umfasste auch einen großen Auftritt beim traditionellen Concerto del Primo Maggio (2011). Aus dieser neuen Zusammenarbeit ging das doppelte Livealbum Work in Progress hervor, mit den drei unveröffentlichten Liedern Non basta saper cantare, Gran turismo und Gigolò. Um deutlich zu machen, dass es sich nicht lediglich um eine Neuauflage der alten Tournee, sondern um etwas Neues handelte, verzichteten Dalla und De Gregori auf ihren alten Hit Ma come fanno i marinai. Zusätzlich nahmen die beiden im Studio eine neue Version von De Gregoris Lied Generale für das Album auf. Der letzte gemeinsame Auftritt der beiden und Schlusspunkt der Tournee war am 20. Mai 2011 in Saint Vincent.

#### Die letzte Veröffentlichung und die Rückkehr nach Sanremo
Zwei Jahre nach dem letzten Album und inmitten neuer Film- und Theaterprojekte veröffentlichte Dalla im November 2011 die Kompilation Questo è amore. Das Doppelalbum enthält Liebeslieder aus den Jahren 1971 bis 2009, dazu die neue Single Anche se il tempo passa (Amore) sowie eine Neufassung von Meri Luis (im Duett mit Marco Mengoni).
Ende Januar 2012 erstellte das Magazin Rolling Stone die Liste der 100 schönsten italienischen Alben aller Zeiten, worauf Dalla auf Platz 40 mit Lucio Dalla von 1979 vertreten ist. Am 14. Februar des Jahres kehrte Dalla nach 40 Jahren zum Sanremo-Festival zurück, an der Seite von Pierdavide Carone und mit dem Lied Nanì. Er betätigte sich gleichzeitig als Sänger und Dirigent des Festivalorchesters. Das Lied landete im Finale am 18. Februar auf dem fünften Platz; dabei hatte Dalla seinen letzten Fernsehauftritt. Am 27. Februar 2012 startete er von Luzern aus seine neue Europatournee, die ihn zunächst nach Zürich und am 29. Februar nach Montreux führte, wo er sein letztes Konzert gab.

#### Der plötzliche Tod

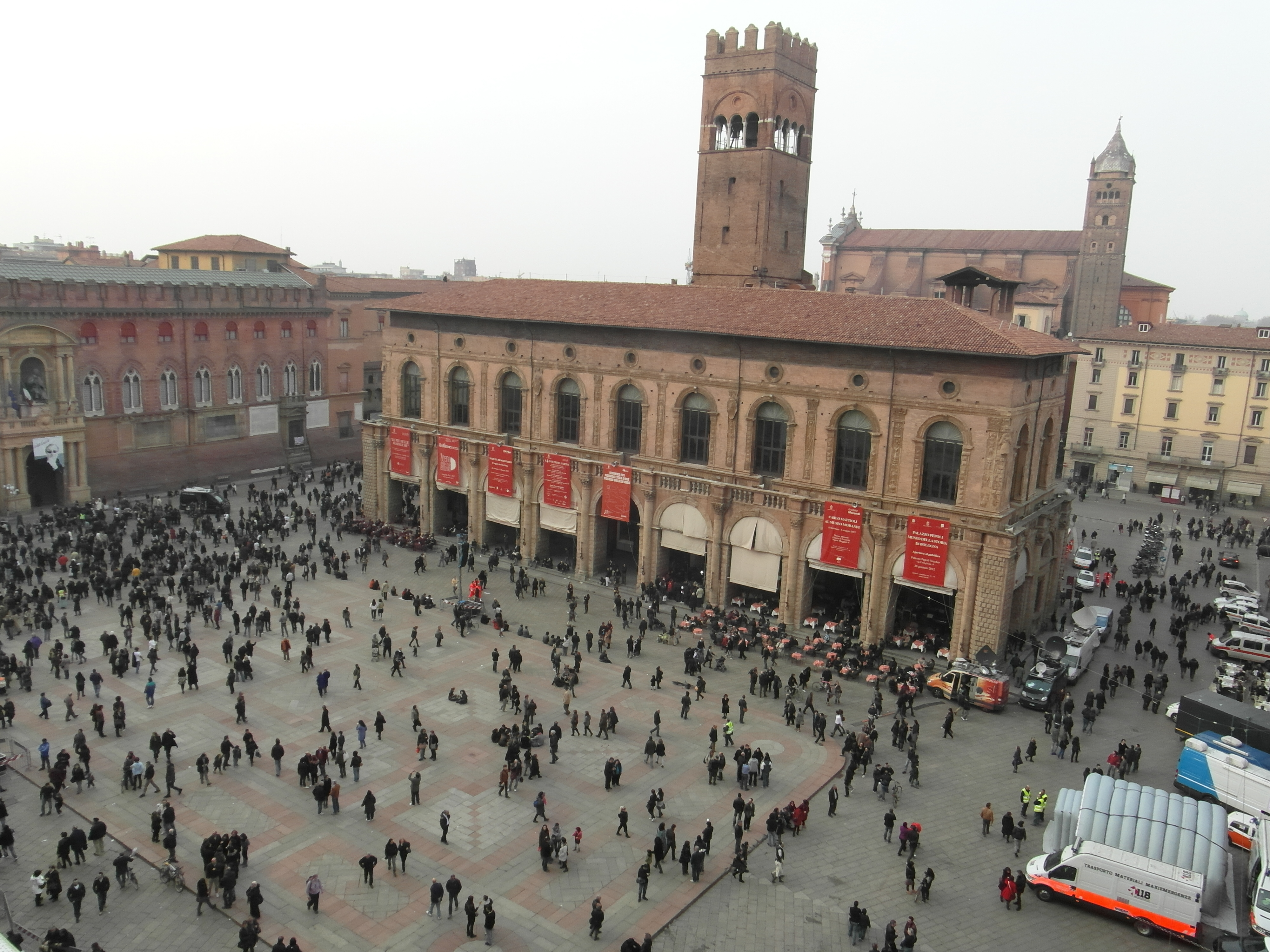
Menschenansammlung auf der Piazza Maggiore am Tag von Dallas Beerdigung

Lucio Dalla starb am 1. März 2012 im Alter von 68 Jahren in seinem Hotelzimmer in Montreux nach einem Herzinfarkt. Sein Partner Marco Alemanno fand ihn tot im Bett auf. Die Todesnachricht wurde um 12:10 Uhr als Erstes von den Mönchen der Basilika San Francesco auf Twitter bekanntgegeben.
Von der Leichenhalle in Lausanne wurde der Körper zunächst in Dallas Haus in Bologna überführt. Am 3. März wurde er im Palazzo d’Accursio aufgebahrt. Sowohl Bologna als auch die Gemeinde Isole Tremiti verhängten Trauer. Das Begräbnis fand am 4. März (Dallas 69. Geburtstag) in der Basilika San Petronio vor mehr als 50.000 Personen statt. Die Zeremonie wurde live im Internet sowie in einem regionalen Fernsehsender übertragen, die Beisetzung erfolgte auf dem Cimitero Monumentale della Certosa di Bologna. 2013 wurden Dallas sterbliche Überreste eingeäschert und in der Nähe der Grabstellen von Giosuè Carducci und Giorgio Morandi beerdigt. Das Grab wurde von Antonello Paladino gestaltet und trägt als Aufschrift den letzten Satz des Liedes Cara: “Buonanotte, anima mia, adesso spengo la luce e così sia” („Gute Nacht, meine Seele, jetzt lösche ich das Licht und so sei es“).
Dallas Musikerkollegen brachten vielfach ihre Trauer und Bestürzung zum Ausdruck, darunter Paolo Conte, Francesco Guccini, Antonello Venditti, Francesco De Gregori, Caterina Caselli, Mogol, Laura Pausini, Claudio Baglioni, Gianna Nannini, Adriano Celentano, Jovanotti, Vasco Rossi, Ligabue, Ornella Vanoni, Gaetano Curreri, Luca Carboni, Ron und Gianni Morandi. Roberto Vecchioni trug im Fernsehen L’anno che verrà vor und analysierte den Text. Auch Staatspräsident Giorgio Napolitano reagierte betroffen auf Dallas Tod und unterstrich dabei dessen wichtige Rolle in der Erneuerung und internationalen Verbreitung italienischer Musik.
In der Woche nach Dallas Tod stiegen 29 seiner Lieder und 13 seiner Alben neu in die italienischen Charts ein; Caruso gelangte bis auf Platz zwei der Singlecharts und die Kompilation 12000 lune von 2006 erreichte erstmals die Spitze der Albumcharts.

### Der Nachlass und die Stiftung

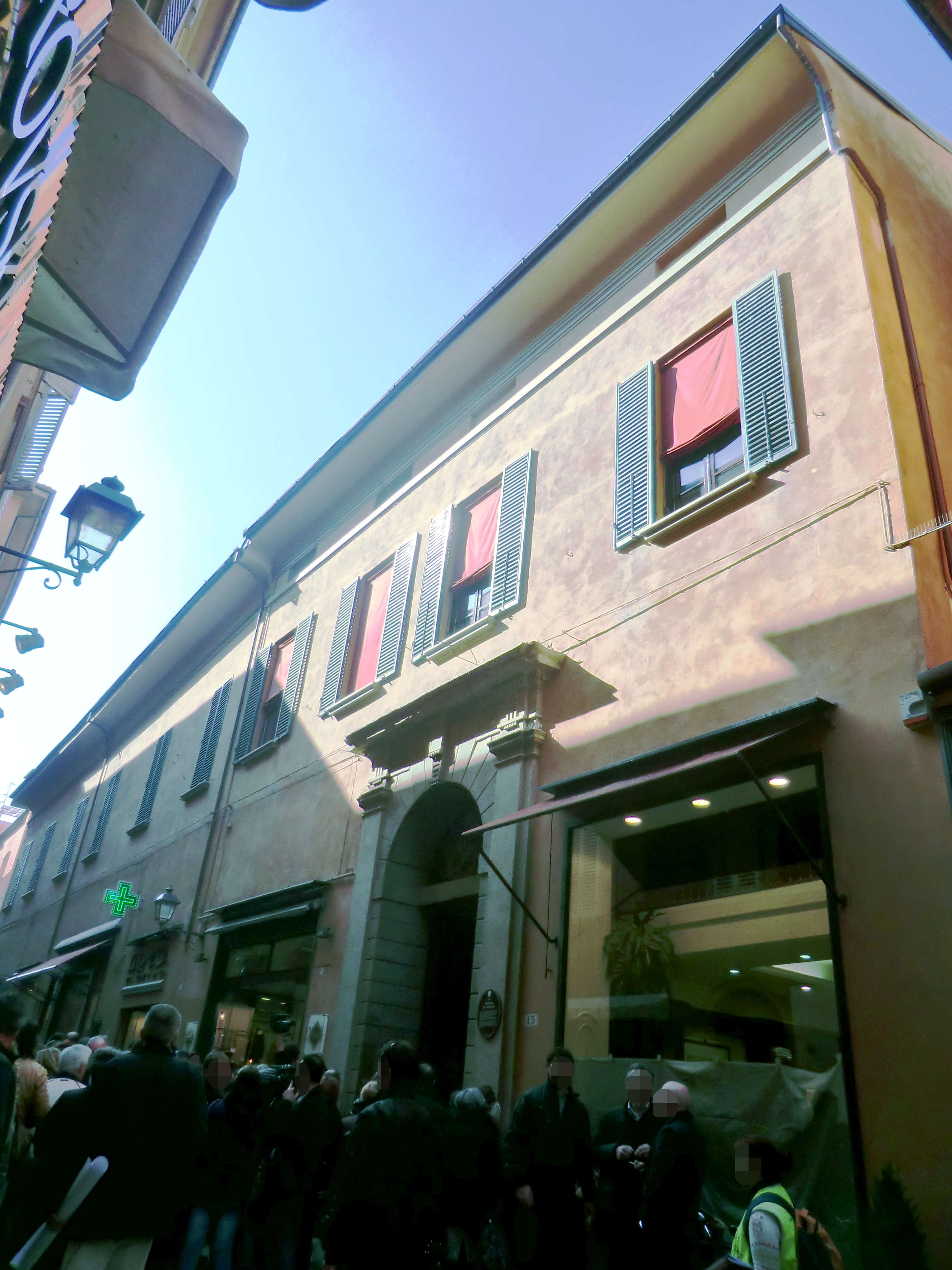
Wohnhaus von Lucio Dalla, heute Sitz der Stiftung

Der Nachlass Dallas wurde auf etwa 100 Mio. Euro geschätzt und umfasste die Urheberrechte auf 581 Lieder, das Wohnhaus in Bologna von 2.400 m², die Häuser auf Sizilien und den Tremiti-Inseln sowie weitere Immobilien, die Yacht Brilla & Billy (mit Aufnahmestudio) und Anteile an zwei Gesellschaften. Im Wohnhaus befanden sich des Weiteren Kunstwerke (darunter ein Werk von Gustav Klimt) und musikalische Erinnerungsstücke, mit einem geschätzten Wert von 3 Mio. Euro.
Da es kein Testament gab, wurde das Erbe auf Dallas fünf Kusinen aufgeteilt (Verwandte vierten Grades), denen damit auch die Entscheidung zur Gründung einer Stiftung überlassen wurde. Dallas Partner Marco Alemanno, der bereits mehrere Jahre mit ihm zusammenlebte, hatte keinen gesetzlichen Anspruch auf eine Erbschaft. Während der Ausgabe 2012 des Giorgio Gaber gewidmeten Festivals in Viareggio starteten die Fondazione Gaber und die Fondazione De André einen Aufruf an die Erben zur schleunigen Einrichtung einer Stiftung, der von mehr als 80 Vertretern aus Kunst und Musik unterzeichnet wurde.
Die Stiftung, die Fondazione Lucio Dalla, wurde am 26. Februar 2014 mit Sitz in Bologna gegründet. Hauptziel ist die Pflege der kulturellen Hinterlassenschaft Dallas.

### Privatleben
Zeitlebens umgab Dalla sich mit männlichen Freunden, zu denen er meist sehr enge Beziehungen aufbaute. Seine deshalb lange vermutete Homosexualität bestätigte er selbst nie. In einem Interview mit Pietro Savarino im LGBT-Magazin Lambda erklärte Dalla 1979 nachdrücklich, keiner „sexuellen Sphäre“ anzugehören. Diese lebenslange Verschwiegenheit Dallas, was seine sexuelle Orientierung anging, sowie die unklare Haltung der katholischen Kirche bei der Begräbnisfeier wurden nach seinem Tod kontrovers diskutiert.

## Stil

### Musik
Dallas erste Phase (1966–1972), in die seine ersten Erfolgstitel 4 marzo 1943 und Piazza Grande fallen, war musikalisch sehr heterogen. Dalla, der sich noch ganz auf die Musik konzentrierte und ausschließlich fremde Texte interpretierte, versuchte teilweise, sich der vorherrschenden, traditionsverbundenen Popmusik anzugleichen, wobei er sich sowohl an introspektiven Balladen der Cantautori (etwa von Luigi Tenco oder Gino Paoli) als auch an ausgelassenen, leichten Liedern orientierte. Gleichzeitig war er bemüht, an seinen Jazz-Wurzeln und gesanglichen Improvisationen festzuhalten. Als Sänger war Dalla zunächst für seinen von James Brown inspirierten rauen und unharmonischen Gesang bekannt, wobei er gerne Scat einsetzte. Daneben machte er frühe Erfahrungen mit der Beatmusik.
Als zweite Phase in Dallas Werk kann die Roversi-Trilogie gelten, also die drei Alben, für die Dalla mit Roberto Roversi als Texter zusammenarbeitete (1973–1976). Aufbauend auf Roversis industriekritischen Texten marxistischer Inspiration, entwickelte Dalla ein innovatives musikalisches Gesamtbild, in dem er auf ungekannt kreative Weise freie musikalische Formen, mehrteilige Lieder, Einflüsse aus elektronischer und Avantgarde-Musik sowie theatralische Gesangsexperimente zusammenführte. Dalla veränderte auch die Texte und ordnete sie oft der Musik unter; Roversis komplexe Metrik führte umgekehrt zu einigen ungewöhnlichen rhythmischen Brüchen in den Liedern. Die Roversi-Trilogie gilt als schwer zugänglich, aber gleichzeitig als ein Eckpfeiler moderner italienischer Popmusik.
Erst in Dallas dritter Phase (1977–1980) übernahm er schließlich mit großem Selbstvertrauen auch die Textdichtung. Mit den drei Alben dieser Periode, Come è profondo il mare, Lucio Dalla und Dalla, erreichte er den Höhepunkt seines musikalischen Schaffens und fand eine perfekte Balance zwischen seiner eigenwilligen künstlerischen Vision und dem kommerziellen Erfolg. Er entwickelte mit einer Mischung aus Softrock und typischen Klängen des Mittelmeerraums seinen eigenen Sound, der sich von dem typischen gitarrenlastigen Folk-Stil vieler seiner Cantautori-Kollegen abhob. In diese Phase fällt seine erste Zusammenarbeit mit Francesco De Gregori (1979), in der die vereinten Kräfte des unnahbaren Intellektuellen De Gregori und des überschwänglichen Witzbolds Dalla in Italien zur musikalischen Sensation des Jahres führten.
Ab den 1980er-Jahren blieb Dalla zwar erfolgreich, doch seine Musik verlor durch fehlgeleitete Versuche, die Dance- und Synth-Welle der Zeit zu reiten, und durch wenig interessante Inhalte deutlich an Stärke. Er wirkte weniger leidenschaftlich und sein Schaffen wurde sichtlich berechnender. Kritiker warfen Dalla nun vermehrt die Kommerzialisierung vor. Mit einzelnen herausragenden Liedern konnte er jedoch weiterhin überzeugen, allen voran mit Caruso (1986). In den folgenden Jahren konzentrierte er sich vermehrt auf Best-ofs und Tourneen (darunter die nostalgischen Projekte mit Gianni Morandi und De Gregori), wobei er eine späte kreative Renaissance durchmachte, die auf den letzten Alben zum Vorschein kommt.

### Texte
Ab 1977 schrieb Dalla seine Texte selbst und löste sich von den politischen Liedern, die er zuvor mit Roversi geschrieben hatte. In seinen Texten vermischt Dalla politischen Idealismus mit gefühlvollen, exzentrischen und humoristischen Inhalten. Er erzählt in poetischer Sprache Alltagsgeschichten mit autobiografischen und allegorischen Verweisen. Oft schwanken die Texte zwischen Melancholie und Sentimentalität auf der einen Seite und beißender Ironie auf der anderen. Ein wiederkehrendes Motiv ist die Begegnung von religiösen und profanen Elementen. Typisch für die Texte sind außerdem starke Einflüsse der Umgangssprache, etwa unregelmäßige Kongruenzen, freie Thema-Rhema-Gliederungen oder Topikalisierungen. L’anno che verrà (1979) kann als prägendes „Manifest“ Dallas angesehen werden, in dem er gekonnt die Stimmung der bleiernen Jahre zwischen Optimismus und Desillusion einfängt. Eine Definition als Poet lehnte Dalla ab.

## Weitere Tätigkeiten und Interessen Dallas

### Film und Fernsehen
Ab den 60er-Jahren trat Dalla in zahlreichen Filmen auf, wobei er oft auch seine eigenen Lieder sang. Nach einer Reihe von Musikkomödien hatte er 1967 einen Auftritt in Die Subversiven von Paolo und Vittorio Taviani. Mit dieser Rolle gelang ihm eine Nominierung als bester Schauspieler bei den Internationalen Filmfestspielen Venedig (der Preis ging schließlich an Ljubiša Samardžić für Ein serbischer Morgen). Vermehrt wurden Dalla Rollen in diversen italienischen Filmen angeboten. Daneben wurde er für Filmmusik beauftragt, etwa von Michelangelo Antonioni, Mario Monicelli, Pupi Avati oder Michele Placido.
Dallas Erfahrungen im Fernsehen begannen 1977 mit dem Theaterstück Il futuro dell’automobile e altre storie (mit Roversi), das auch im Fernsehen ausgestrahlt wurde. Im Januar 2002 trat er zusammen mit Sabrina Ferilli als Moderator der Samstagabendshow La bella e la besthia auf Rai 1 in Erscheinung. Neben Auftritten in verschiedenen Sendungen war Dalla auch als Fernsehautor tätig. Aus seiner Feder stammten etwa Taxi (Rai 3), Te voglio bene assaje (Rai 1) oder Mezzanotte angeli in piazza (Rai 1). 2003 wurde Dalla von der Rai die künstlerische Leitung des Sanremo-Festivals angeboten, aber er stand letztlich nicht zur Verfügung. Postum wurde der seit 2001 jährlich vergebene Pressepreis des Sanremo-Festivals nach Lucio Dalla benannt.

### Universität

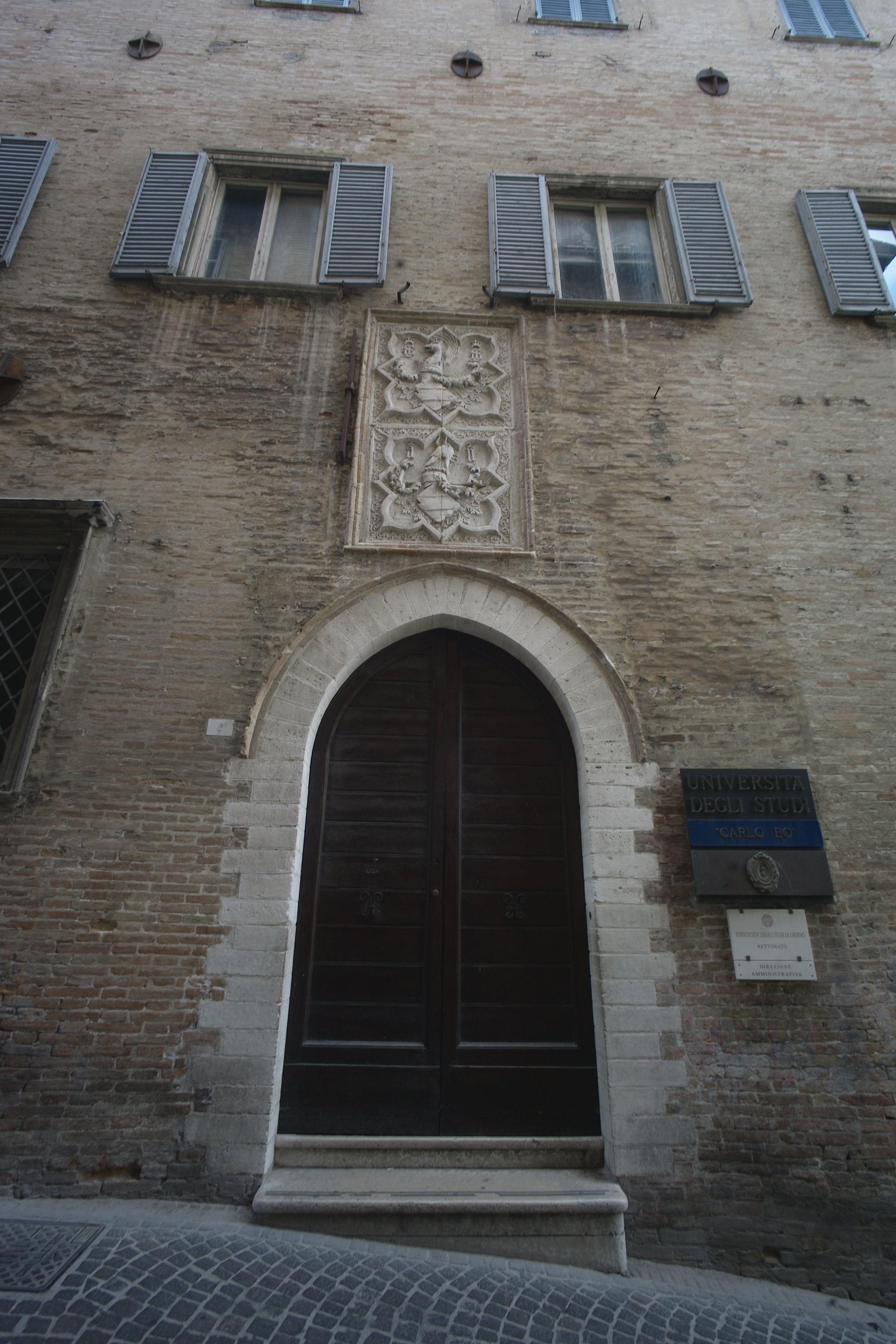
Hauptsitz der Universität Urbino, an der Lucio Dalla lehrte

Dalla wurde 2002 an die Universität Urbino berufen, wo er fortan an der soziologischen Fakultät den Lehrstuhl für tecniche e linguaggi pubblicitari („Werbetechniken und -sprache“) innehatte. Aus dieser Erfahrung ging 2004 das Buch Gesù, San Francesco, Totò: la nebulosa della comunicazione hervor, das einen Vorlesungszyklus über Kommunikation im Studienjahr 2002/2003 umfasste. Gastdozenten wie Alessandro Bergonzoni, Oliviero Toscani, Giampiero Solari und Davide Paolini schrieben ebenfalls Beiträge für das Buch. Ab April 2012 war ein weiterer Vorlesungszyklus von Dalla zum Thema Modernität geplant, mit Schwerpunkt Georg Simmel.
Als Gastdozent war Dalla 2006 des Weiteren in der Scuola Normale Superiore (Pisa) und der Katholischen Universität vom Heiligen Herzen (Mailand) tätig. Dallas akademische Karriere ähnelt der von Roberto Vecchioni, der Kommunikationswissenschaften an der Universität Pavia lehrte, oder von Francesco Guccini, der Italienisch am Dickinson College der Universität Bologna unterrichtete.

### Malerei

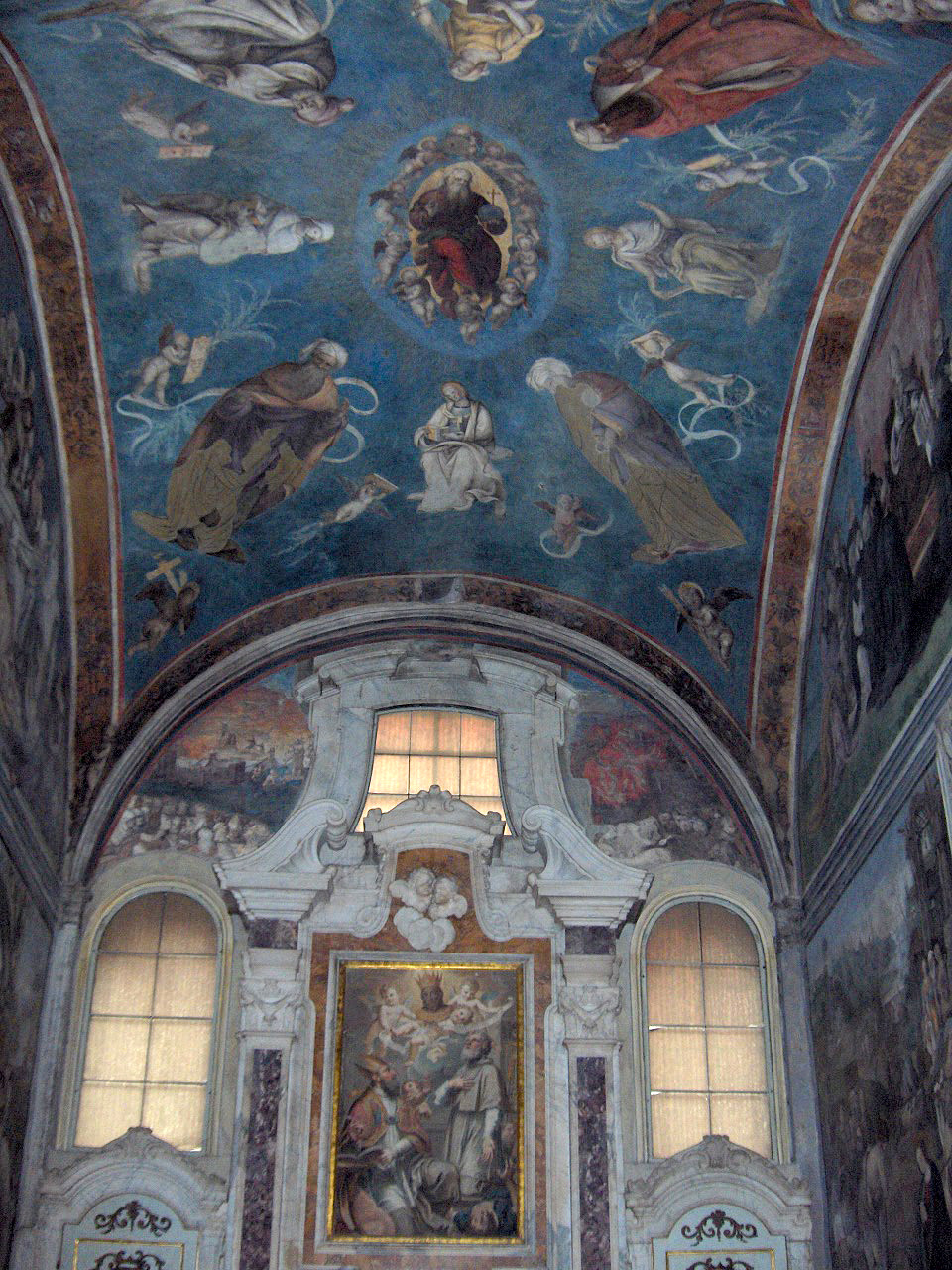
Werk von Amico Aspertini

Lucio Dalla war sehr kunstbegeistert. Er hatte viele Kontakte zu namhaften Künstlern, etwa Michelangelo Pistoletto, Mimmo Paladino oder Luigi Ontani. Einer seiner Lieblingskünstler war Amico Aspertini, dem er das Lied Amico widmete. In Bologna betrieb Dalla die Galerie No Code, die 1998 eröffnet wurde. Als seine Präferenzen gab er in einem Interview die Transavantgarde und Caravaggio sowie den deutschen Expressionismus an. In seiner Wohnung in Bologna hatte Dalla Bilder von Gustav Klimt, Andy Warhol und Amedeo Modigliani.

### Sport
Dalla war auch sportbegeistert, sein besonderes Interesse galt Basketball und Fußball. Anlässlich seines Todes widmete die Gazzetta dello Sport ihm die Titelseite. Er war Anhänger des FC Bologna und der Virtus Pallacanestro Bologna (Basketball). 2008 schrieb Dalla mit Un uomo solo può vincere il mondo die offizielle Hymne der italienischen Mannschaft bei den Olympischen Sommerspielen.
Außerdem interessierte er sich für Motorsport und war Besitzer eines Porsche 911 Carrera. Er nahm dreimal an Autorennen Mille Miglia teil (hier mit einem Porsche 356 Carrera), 1999 und 2000 zusammen mit Alessandro Bergonzoni und 2003 mit Oliviero Toscani.

### Politik
Der Cantautore erklärte sich der politischen Linken zugehörig und nahm auch verschiedentlich an entsprechenden Veranstaltungen teil. Gleichzeitig war er bekennender katholischer Christ. Im Januar 2008 gab der Cantautore dem katholischen Onlinemagazin Petrus ein Interview, in dem er erklärte, weder Marxist noch Kommunist zu sein, sondern sich auf Josemaría Escrivá de Balaguer zu berufen, was er jedoch bald darauf widerrief. Tatsächlich hatte er in der Vergangenheit die kommunistische Partei und Enrico Berlinguer gewählt, wie er in einem Interview 1997 erklärte. Ende der 1970er-Jahre kam es zu mehreren Treffen Dallas mit Berlinguer, und der Sekretär der Sozialisten, Bettino Craxi, besuchte Dalla sogar auf den Tremiti-Inseln. Seine Nähe zur politischen Linken stritt Dalla auch in seinen letzten Jahren nicht ab, er zeigte sich dieser gegenüber jedoch immer kritisch.

## Rezeption

### Bedeutung
Dalla war einer der innovativsten und vielseitigsten Künstler in der italienischen populären Musik. In den 1970er- und 1980er-Jahren konnte er einer stagnierenden italienischen Musiklandschaft nach den bleiernen Jahren neuen Auftrieb verschaffen, und er blieb auch danach präsent. Mehrere Generationen Italiener wuchsen mit seinen Liedern auf.
Dalla war eine durch und durch widersprüchliche Persönlichkeit: Er sträubte sich gegen die Bezeichnung Cantautore, engagierte sich kaum politisch, machte kein öffentliches Coming-out und stieß sein Publikum regelmäßig durch stilistische Entscheidungen vor den Kopf. Vor allem in den frühen Jahren seines Schaffens war der starke Gegensatz zwischen leichter, alberner Unterhaltung und politischen Botschaften integraler Bestandteil seiner Künstlerpersönlichkeit. Ab den späten 1980er-Jahren verlor er zunehmend Rückhalt bei der Musikkritik, die ihm seinen Mainstream-Durchbruch und die damit zusammenhängenden Anpassungen seiner Musik an vorherrschende Trends nicht verziehen. Doch während er seine typische, immerzu tragikomische Fassade aufrechterhielt, ging er unbeirrt durch Kritiken oder Publikumsreaktionen seinen eigenen Weg, ohne sich selbst zu ernst zu nehmen und ohne Kontroversen zu scheuen. Dadurch schaffte er es, als „jedermanns spitzbübischer Lieblingsonkel“ zu einer unantastbaren Ikone der italienischen Popkultur zu werden. Sein Stellenwert im allgemeinen Bewusstsein der italienischen Bevölkerung war enorm und auch im Ausland erreichte er einen beachtlichen Bekanntheitsgrad.
Mit zehn Nummer-eins-Alben und zwei Nummer-eins-Hits in Italien war Dalla kommerziell überaus erfolgreich; vor allem Caruso hatte auch international einen großen Absatz. Daneben gewann er mehrere bedeutende Preise, vor allem für seine Filmmusik.

### Auszeichnungen (Auswahl)
- 1982 – David di Donatello als bester Musiker für Borotalco[209]
- 1982 – Nastro d’Argento für die beste Filmmusik für Borotalco (mit Fabio Liberatori)[210]
- 1986 – Targa Tenco für das Lied Caruso[211]
- 1989 – David di Donatello für das beste Lied für Il frullo del passero[209]
- 1993 – Premio Librex Montale, Kategorie Poetry for Music[212]
- 1996 – Nastro d’Argento für die beste Filmmusik für Al di là delle nuvole[213]
- 2004 – Nastro d’Argento für das beste Originallied für Prima dammi un bacio[214]
- 2009 – Premio Lunezia für das Buch Gli occhi di Lucio (mit Marco Alemanno)[185]

### Ehrungen
- 2010 wurde der Asteroid (6114) Dalla-Degregori nach dem Duo benannt.[215]
- Verdienstorden der Italienischen Republik (Komtur) am 27. Dezember 1986 auf Initiative des Präsidenten des Ministerrats[216]
- Ehrendoktorwürde der Universität Bologna in Discipline delle arti, della musica e dello spettacolo (Kunst, Musik und Schauspiel) am 9. Juli 1999[113]
- Verdienstorden der Italienischen Republik (Großoffizier) am 3. November 2003 auf Initiative des Präsidenten der Republik[217]

## Diskografie
Studioalben

| Jahr | Titel Musiklabel                         | Höchstplatzierung, Gesamtwochen, AuszeichnungChartplatzierungen (Jahr, Titel, Musiklabel, Platzierungen, Wochen, Auszeichnungen, Anmerkungen) | Höchstplatzierung, Gesamtwochen, AuszeichnungChartplatzierungen (Jahr, Titel, Musiklabel, Platzierungen, Wochen, Auszeichnungen, Anmerkungen) | Höchstplatzierung, Gesamtwochen, AuszeichnungChartplatzierungen (Jahr, Titel, Musiklabel, Platzierungen, Wochen, Auszeichnungen, Anmerkungen) | Höchstplatzierung, Gesamtwochen, AuszeichnungChartplatzierungen (Jahr, Titel, Musiklabel, Platzierungen, Wochen, Auszeichnungen, Anmerkungen) | Anmerkungen |
| Jahr | Titel Musiklabel                         | IT | DE | AT | CH | Anmerkungen |
| ---- | ---------------------------------------- | --- | --- | --- | --- | --- |
| 1966 | 1999 ARC                                 | — | — | — | — | Erstveröffentlichung: 1966 |
| 1970 | Terra di Gaibola RCA                     | — | — | — | — | Erstveröffentlichung: 1970 |
| 1971 | Storie di casa mia RCA                   | — | — | — | — | Erstveröffentlichung: 1971 |
| 1973 | Il giorno aveva cinque teste RCA         | — | — | — | — | Erstveröffentlichung: 1973 |
| 1975 | Anidride solforosa RCA                   | — | — | — | — | Erstveröffentlichung: 20. Januar 1975 |
| 1976 | Automobili RCA                           | IT22 (3 Wo.)IT | — | — | — | Erstveröffentlichung: 14. März 1976 2012 Platz 69 (1 Woche) der FIMI-Charts                                                              |
| 1977 | Come è profondo il mare RCA              | IT9 (35 Wo.)IT | — | — | — | Erstveröffentlichung: September 1977 2012/2022 Platz 65 (5 Wochen) der FIMI-Charts                                                       |
| 1978 | Lucio Dalla RCA                          | IT2 Platin (2022) · (71 Wo.)IT | — | — | — | Erstveröffentlichung: 1978 2001 Platz 69 (2 Wochen) der FIMI-Charts 2012 Platz 33 (9 Wochen) der FIMI-Charts Verkäufe: + 50.000          |
| 1980 | Dalla RCA                                | IT1 Platin (2022) · (38 Wo.)IT | — | — | — | Erstveröffentlichung: September 1980 2012 Platz 43 (7 Wochen) der FIMI-Charts 2023 Platz 63 (1 Woche) der FIMI-Charts Verkäufe: + 50.000 |
| 1983 | 1983 RCA                                 | IT1 (26 Wo.)IT | — | — | — | Erstveröffentlichung: April 1983 |
| 1984 | Viaggi organizzati Pressing              | IT1 (18 Wo.)IT | — | — | — | Erstveröffentlichung: 4. September 1984                                                                                                  |
| 1985 | Lucio Dalla / Marco Di Marco Fonit Cetra | — | — | — | — | mit Marco Di Marco |
| 1986 | Bugie Pressing                           | IT1 Platin · (26 Wo.)IT | — | — | CH11 (9 Wo.)CH | Erstveröffentlichung: 4. Januar 1986 Verkäufe: + 500.000                                                                                 |
| 1988 | Dalla/Morandi RCA/Ariola                 | IT1 (43 Wo.)IT | — | — | — | Erstveröffentlichung: 9. Juni 1988 mit Gianni Morandi 2012 Platz 48 (5 Wochen) der FIMI-Charts                                           |
| 1988 | Dalla/Morandi in Europa RCA/Ariola       | IT18 (4 Wo.)IT | — | — | — | Erstveröffentlichung: 1988 mit Gianni Morandi                                                                                            |
| 1990 | Cambio Pressing                          | IT1 (34 Wo.)IT | — | — | CH16 (21 Wo.)CH | Erstveröffentlichung: 11. September 1990 2012 Platz 76 (2 Wochen) der FIMI-Charts Verkäufe: + 1.200.000;                                 |
| 1993 | Henna Pressing                           | IT5 (15 Wo.)IT | — | — | CH35 (4 Wo.)CH | Erstveröffentlichung: 2. Dezember 1993 Verkäufe: + 300.000                                                                               |
| 1996 | Canzoni Pressing / BMG Ricordi           | IT1 (51 Wo.)IT | — | — | CH17 Gold · (23 Wo.)CH | Erstveröffentlichung: 5. September 1996 Verkäufe: + 1.000.000                                                                            |
| 1999 | Ciao Pressing                            | IT1 ×2Doppelplatin · (22 Wo.)IT | — | — | CH31 (5 Wo.)CH | Erstveröffentlichung: 9. September 1999 Verkäufe: + 200.000                                                                              |
| 2001 | Luna Matana Pressing                     | IT4 (24 Wo.)IT | — | — | — | Erstveröffentlichung: 12. Oktober 2001                                                                                                   |
| 2003 | Lucio Pressing                           | IT3 (19 Wo.)IT | — | — | — | Erstveröffentlichung: 28. November 2003                                                                                                  |
| 2007 | Il contrario di me Pressing              | IT8 (19 Wo.)IT | — | — | — | Erstveröffentlichung: 29. Juni 2007 |
| 2009 | Angoli nel cielo Pressing                | IT18 (13 Wo.)IT | — | — | — | Erstveröffentlichung: 6. November 2009                                                                                                   |
| 2020 | Dalla (2020 Reissue, Legacy Edition)     | IT11 (2 Wo.)IT | — | — | — | Erstveröffentlichung: 13. November 2020                                                                                                  |

grau schraffiert: keine Chartdaten aus diesem Jahr verfügbar

## Filmografie
- 1965: Questo pazzo, pazzo mondo della canzone – Regie: Bruno Corbucci, Giovanni Grimaldi
- 1965: Altissima pressione – Regie: Enzo Trapani
- 1966: Laß die Finger von der Puppe (Europa canta)
- 1967: Die Subversiven (I sovversivi) – Regie: Paolo und Vittorio Taviani
- 1967: Blaue Bohnen für ein Halleluja (Little Rita nel West)
- 1967: I ragazzi di Bandiera Gialla – Regie: Mariano Laurenti
- 1967: Franco, Ciccio e le vedove allegre – Regie: Marino Girolami
- 1967: Quando dico che ti amo – Regie: Giorgio Bianchi
- 1967: Die Über-Sinnliche (Questi fantasmi) – Regie: Renato Castellani
- 1969: Amarsi male – Regie: Fernando Di Leo
- 1972: Il santo patrono – Regie: Bitto Albertini
- 1973: Il prato macchiato di rosso – Regie: Riccardo Ghione
- 1975: La mazurka del barone, della santa e del fico fiorone – Regie: Pupi Avati
- 1979: Banana Republic – Regie: Ottavio Fabbri
- 2006: Quijote – Regie: Mimmo Paladino
- 2008: Artemisia Sanchez – Regie: Ambrogio Lo Giudice

## Bibliografie
- Lucio Dalla: Bella Lavita. Rizzoli, 2002, ISBN 88-17-12832-5.
- Lucio Dalla (Hrsg.): Gesù, san Francesco, Totò: la nebulosa della comunicazione. Franco Angeli, 2004, ISBN 978-8846453921.
- Lucio Dalla, Marco Alemanno: Gli occhi di Lucio. Bompiani, 2008, ISBN 978-8845261770.

## Belege
1. ↑  Ernesto Assante, Gino Castaldo: Lucio Dalla. Mondadori, Mailand 2021, ISBN 978-88-04-72350-9, S. 13–15.
2. ↑  Ernesto Assante, Gino Castaldo: Lucio Dalla. Mondadori, Mailand 2021, ISBN 978-88-04-72350-9, S. 16–20.
3. ↑  Morto Lucio Dalla. In: Leggo.it. 2. März 2012, archiviert vom Original am 19. Oktober 2013; abgerufen am 28. August 2017 (italienisch).
4. ↑  Morto Lucio Dalla: addio al grande cantante italiano. Archiviert vom Original am 22. Juni 2012; abgerufen am 28. August 2017 (italienisch).
5. 1 2 3  LUCIO Dalla, morto di infarto in Svizzera. In: Dagospia.com. 1. März 2012, abgerufen am 28. August 2017 (italienisch).
6. 1 2 3  Giorgio Dell’Arti: Biografia di Lucio Dalla. In: Cinquantamila.it. Abgerufen am 27. Januar 2022 (italienisch).
7. 1 2  Gianni Leoni: “Il papà di Lucio era Giuseppe”. La ‘cugina’ Fiorella Fantuzzi: “Ecco la verità sull’infanzia di Dalla”. In: Il Resto del Carlino. 11. März 2012, abgerufen am 28. August 2017 (italienisch).
8. ↑  Delia Allegretti: Pupi Avati: «Dalla mi ha bruciato, Fellini folgorato». In: Larena.it. 26. März 2012, abgerufen am 28. August 2017 (italienisch).
9. 1 2 3 4 5 6  Il “magico quotidiano” di Lucio Dalla, cantautore felice. In: IlFoglio.it. 1. März 2012, archiviert vom Original am 22. Dezember 2012; abgerufen am 28. August 2017 (italienisch).
10. ↑  Curiosità e tanto caos: così si raccontava Lucio Dalla. Archiviert vom Original am 14. Oktober 2013; abgerufen am 28. August 2017 (italienisch).
11. ↑  Giorgio Dell’Arti: Antenna. In: La Stampa. 22. Juni 2007, S. 45.
12. ↑  La Puglia piange Lucio Dalla, Vendola: «Un amico della regione». In: Corriere del Mezzogiorno. 1. März 2012, abgerufen am 28. August 2017 (italienisch).
13. ↑  Gilberto Dondi: Dalla, voci sulla paternità. “Voglio qui Lucio”. In: Il Resto del Carlino. 10. März 2012, abgerufen am 28. August 2017 (italienisch).
14. ↑  Angela Benassi: Doctor Dixie Jazz Band: “oldest in the world”. In: europacheverra.eu. Archiviert vom Original am 15. Oktober 2013; abgerufen am 28. August 2017 (italienisch).
15. ↑  Tiziano Tarli: Beat italiano. Castelvecchi, 2005, ISBN 88-7615-098-6, S. 143.
16. ↑  Andrea Montemurro: Lucio Dalla poesia e canzone. In: quotidianogiovanionline.it. 2. März 2012, abgerufen am 28. August 2017 (italienisch).
17. ↑  Ernesto Assante, Gino Castaldo: Lucio Dalla. Mondadori, Mailand 2021, ISBN 978-88-04-72350-9, S. 27.
18. ↑  Lucio Dalla. In: LaStampa.it. 2. Februar 2012, archiviert vom Original am 14. Oktober 2013; abgerufen am 28. August 2017 (italienisch).
19. ↑  Lucio Dalla, a Torino il suo primo contratto discografico. In: cronacaqui.it. 2. März 2012, archiviert vom Original (nicht mehr online verfügbar) am 31. Juli 2012; abgerufen am 28. August 2017 (italienisch).
20. ↑  Ernesto Assante, Gino Castaldo: Lucio Dalla. Mondadori, Mailand 2021, ISBN 978-88-04-72350-9, S. 28.
21. ↑  Luca Indemini, Paolo Ferrari: Lucio Dalla: “Un luogo del cielo chiamato Torino”. In: La Stampa.it. 2. März 2012, abgerufen am 28. August 2017 (italienisch).
22. ↑  Agata Rita Iudicelli: Addio a Lucio Dalla. In: amiciziasenzafrontiere.it. Archiviert vom Original am 2. September 2017; abgerufen am 28. August 2017 (italienisch).
23. 1 2 3 4 5 6 7 8 9 10 11  Claudio Fabretti: Lucio Dalla. Tra la via Emilia e la Luna. In: Ondarock. Abgerufen am 16. Januar 2022 (italienisch).
24. ↑  Biografia di Lucio Dalla. In: fullsong.it. Archiviert vom Original am 6. März 2013; abgerufen am 28. August 2017 (italienisch).
25. ↑  Ernesto Assante, Gino Castaldo: Lucio Dalla. Mondadori, Mailand 2021, ISBN 978-88-04-72350-9, S. 32–35.
26. ↑  Lucio Dalla, addio al «poeta» bolognese. In: diariodelweb.it. 2. März 2012, abgerufen am 28. August 2017 (italienisch).
27. ↑  Ernesto Assante, Gino Castaldo: Lucio Dalla. Mondadori, Mailand 2021, ISBN 978-88-04-72350-9, S. 36–38.
28. ↑  Ernesto Assante, Gino Castaldo: Lucio Dalla. Mondadori, Mailand 2021, ISBN 978-88-04-72350-9, S. 38–40.
29. ↑  Ernesto Assante, Gino Castaldo: Lucio Dalla. Mondadori, Mailand 2021, ISBN 978-88-04-72350-9, S. 42–45.
30. ↑  Ernesto Assante, Gino Castaldo: Lucio Dalla. Mondadori, Mailand 2021, ISBN 978-88-04-72350-9, S. 48–53.
31. 1 2  Lucio Dalla in Simone Dessì (Hrsg.): Il futuro dell’automobile, dell’anidride solforosa e di altre cose. Savelli, 1977, S. 101.
32. ↑  La scomparsa di Lucio Dalla: la vita e i video. In: rockol.it. 1. März 2012, abgerufen am 28. August 2017 (italienisch).
33. 1 2  Lucio Dalla, biografia Raiuno Raidue. Februar 2000, archiviert vom Original am 16. Oktober 2013; abgerufen am 28. August 2017 (italienisch).
34. ↑  Andrea Maioli: Dalla, Gianni Cavina: “Io cantavo, lui recitava, insuccesso clamoroso…” In: Il Resto del Carlino. 3. März 2012, abgerufen am 28. August 2017 (italienisch).
35. ↑  Ernesto Assante, Gino Castaldo: Lucio Dalla. Mondadori, Mailand 2021, ISBN 978-88-04-72350-9, S. 72–73.
36. ↑  Ernesto Assante, Gino Castaldo: Lucio Dalla. Mondadori, Mailand 2021, ISBN 978-88-04-72350-9, S. 82–89.
37. ↑  Addio Lucio. A Sanremo 1971 la canzone delle polemiche. In: ilsole24ore.com. Abgerufen am 28. August 2017 (italienisch).
38. ↑  Lucio Dalla: lo strano destino legato al 4 marzo. In: ilSussidiario.net. 4. März 2012, abgerufen am 23. Januar 2022 (italienisch).
39. 1 2  Marcello Giannotti (Hrsg.): L’Enciclopedia di Sanremo. Gremese Editore, 2005, S. 66.
40. ↑  Lucio Dalla – Tra il mare e le stelle. In: Spot and Web. Abgerufen am 28. August 2017 (italienisch).
41. ↑  Vittorio Capecchi: Paola Pallottino: scrivere testi per Lucio Dalla. In: inchiestaonline.it. 7. März 2012, abgerufen am 28. August 2017 (italienisch).
42. ↑  Ernesto Assante, Gino Castaldo: Lucio Dalla. Mondadori, Mailand 2021, ISBN 978-88-04-72350-9, S. 98–103.
43. ↑  Ernesto Assante, Gino Castaldo: Lucio Dalla. Mondadori, Mailand 2021, ISBN 978-88-04-72350-9, S. 104–105.
44. 1 2  Il mondo di Lucio Dalla. 18. November 2011, abgerufen am 28. August 2017 (italienisch).
45. ↑  Il dolore di Bologna per la morte di Lucio Dalla. Morandi: pietrificato. In: virgilio.it. Archiviert vom Original am 5. Juli 2012; abgerufen am 28. August 2017 (italienisch).
46. ↑  Ernesto Assante, Gino Castaldo: Lucio Dalla. Mondadori, Mailand 2021, ISBN 978-88-04-72350-9, S. 106–108.
47. ↑  Lucio Dalla. In: Gino Castaldo (Hrsg.): Enciclopedia della canzone italiana. Curcio, 1990, S. 467.
48. ↑  Ernesto Assante, Gino Castaldo: Lucio Dalla. Mondadori, Mailand 2021, ISBN 978-88-04-72350-9, S. 109–114.
49. ↑  Lucio Dalla: Il Giorno Aveva Cinque Teste. In: Debaser. Abgerufen am 23. Januar 2022 (italienisch).
50. 1 2  Augusto Pasquali: Dizionario della musica italiana (= Enciclopedia tascabile il Sapere). 1997, ISBN 978-88-8183-592-8, S. 30.
51. ↑  Ernesto Assante, Gino Castaldo: Lucio Dalla. Mondadori, Mailand 2021, ISBN 978-88-04-72350-9, S. 112–117.
52. ↑  Ernesto Assante, Gino Castaldo: Lucio Dalla. Mondadori, Mailand 2021, ISBN 978-88-04-72350-9, S. 123–126.
53. ↑  Carlo Cazzaniga: Parco Lambro 1976: quando anche Milano ebbe la sua Woodstock… ma all’italiana… Archiviert vom Original am 14. Oktober 2013; abgerufen am 28. August 2017 (italienisch).
54. ↑  Ernesto Assante, Gino Castaldo: Lucio Dalla. Mondadori, Mailand 2021, ISBN 978-88-04-72350-9, S. 130–142.
55. ↑  Interview mit Lucio Dalla in Claudio Bernieri: Non sparate sul cantautore vol. 2º. Mazzotta, 1978, S. 80.
56. ↑  Ernesto Assante, Gino Castaldo: Lucio Dalla. Mondadori, Mailand 2021, ISBN 978-88-04-72350-9, S. 133–138.
57. ↑  Ernesto Assante, Gino Castaldo: Lucio Dalla. Mondadori, Mailand 2021, ISBN 978-88-04-72350-9, S. 144–149.
58. ↑  Antonio Maria Bonaccorso: Com’è profondo il mare: omaggio a Lucio Dalla. Arci CreAttiva Aci Castello, 27. April 2012, archiviert vom Original am 16. Oktober 2013; abgerufen am 28. August 2017 (italienisch).
59. ↑  Roberto Roversi in Claudio Bernieri: Non sparate sul cantautore vol. 2º. Mazzotta, 1978, S. 105.
60. ↑  Antonella Beccaria: L’irresistibile vita di Lucio Dalla, talento prestato alla musica. E non solo. In: Il Fatto Quotidiano. 15. März 2012, abgerufen am 28. August 2017 (italienisch).
61. ↑  Marialaura Giulietti: Come è profondo il mare – biografia del capolavoro di Lucio Dalla. In: lisolachenoncera.it. 27. April 2012, abgerufen am 28. August 2017 (italienisch).
62. ↑  Roberto Vecchioni: La canzone d’autore in Italia. In: Treccani.it. 1. März 2012, abgerufen am 28. August 2017 (italienisch).
63. ↑  Ernesto Assante, Gino Castaldo: Lucio Dalla. Mondadori, Mailand 2021, ISBN 978-88-04-72350-9, S. 166–173.
64. ↑  L’anno che verrà. In: hitparadeitalia.it. Abgerufen am 23. Januar 2022 (italienisch).
65. ↑  DVD-Beilage des Corriere della Sera vom 9. März 2012.
66. ↑  Giorgio Bocca: Quella chiacchierata con Bocca. In: L’Espresso. 1. März 2012, abgerufen am 23. Januar 2022 (italienisch).
67. ↑  Stefano Micocci: Lucio Dalla – Canzoni. Lato Side, 1979, S. 71.
68. ↑  Fabrizio Zampa in Il Messaggero, zitiert in Stefano Micocci: Lucio Dalla – Canzoni. Lato Site, 1979, S. 17.
69. ↑  Stefano Ciavatta: L’eccezione Dalla: raffinato, per le masse e amato all’estero. In: Linkiesta.it. 1. März 2012, abgerufen am 23. Januar 2022 (italienisch).
70. ↑  Mario Luzzatto Fegiz: Banana Republic spiegato da De Gregori. In: Fegiz Files. 16. Mai 2012, abgerufen am 23. Januar 2022 (italienisch).
71. ↑  Ernesto Assante, Gino Castaldo: Lucio Dalla. Mondadori, Mailand 2021, ISBN 978-88-04-72350-9, S. 184–186.
72. ↑  La Canzone d’Autore Italiana. 1. März 2012, archiviert vom Original am 22. August 2014; abgerufen am 28. August 2017 (englisch).
73. ↑  Lucio Dalla prevede il XXI secolo (incontro a Catania, primavera 1997). Archiviert vom Original am 23. September 2015; abgerufen am 28. August 2017 (italienisch).
74. ↑  Ernesto Assante, Gino Castaldo: Lucio Dalla. Mondadori, Mailand 2021, ISBN 978-88-04-72350-9, S. 189–197.
75. ↑  Ernesto Assante, Gino Castaldo: Lucio Dalla. Mondadori, Mailand 2021, ISBN 978-88-04-72350-9, S. 198–201.
76. ↑  Gaetano Curreri in der Fernsehsendung Il mondo di Lucio Dalla, 15. Oktober 2010 – Dixit Stelle auf RAI Storia.
77. ↑  Orlando Sacchelli: Vent’anni fa un film dedicato a Dalla: Borotalco. In: IlGiornale.it. 1. März 2012, abgerufen am 28. August 2017 (italienisch).
78. ↑  Verdone ricorda Lucio Dalla. “Mi fece i complimenti per Borotalco”. In: Repubblica.it. 1. März 2012, abgerufen am 28. August 2017 (italienisch).
79. ↑  Lontano da dove. In: Corriere.it. Archiviert vom Original am 14. Januar 2012; abgerufen am 28. August 2017 (italienisch).
80. ↑  Ernesto Assante, Gino Castaldo: Lucio Dalla. Mondadori, Mailand 2021, ISBN 978-88-04-72350-9, S. 208–209.
81. ↑  Ernesto Assante, Gino Castaldo: Lucio Dalla. Mondadori, Mailand 2021, ISBN 978-88-04-72350-9, S. 212–215.
82. ↑  Lucio Dalla Marco Di Marco. In: Discografia Nazionale della canzone italiana. Abgerufen am 23. Januar 2022 (italienisch).
83. ↑  Alessandro Alicandri: Lucio Dalla, le sue canzoni più amate. Archiviert vom Original am 2. Mai 2015; abgerufen am 28. August 2017 (italienisch).
84. ↑  Ernesto Assante, Gino Castaldo: Lucio Dalla. Mondadori, Mailand 2021, ISBN 978-88-04-72350-9, S. 222–224.
85. ↑  Gino Castaldo: Dalla a New York ‘Is good, Really’. In: La Repubblica.it. 26. März 1986, abgerufen am 28. August 2017 (italienisch).
86. ↑  Ernesto Assante, Gino Castaldo: Lucio Dalla. Mondadori, Mailand 2021, ISBN 978-88-04-72350-9, S. 229–234.
87. ↑  Tutti i Caruso del mondo. 2. März 2012, archiviert vom Original am 4. März 2012; abgerufen am 28. August 2017 (italienisch).
88. ↑  Sanremo 2008: le dieci canzoni italiane più famose nel Mondo. In: Rockol.it. 28. Februar 2008, abgerufen am 28. August 2017 (italienisch).
89. ↑  Lucio Dalla svela la nascita di ‘Caruso’. In: Rockol.it. 18. April 2002, abgerufen am 28. August 2017 (italienisch).
90. ↑  Dalla, Caruso il suo successo mondiale. In: IlMessaggero.it. 1. März 2012, archiviert vom Original am 15. Oktober 2013; abgerufen am 28. August 2017 (italienisch).
91. ↑  Ernesto Assante, Gino Castaldo: Lucio Dalla. Mondadori, Mailand 2021, ISBN 978-88-04-72350-9, S. 239–242.
92. 1 2  Galleria della canzone italiana – Dalla/Morandi. Abgerufen am 28. August 2017 (italienisch).
93. ↑  Ernesto Assante, Gino Castaldo: Lucio Dalla. Mondadori, Mailand 2021, ISBN 978-88-04-72350-9, S. 240.
94. ↑  Gino Castaldo: Dalla – Morandi, colpo vincente. In: La Repubblica.it. 14. Juni 1988, abgerufen am 28. August 2017 (italienisch).
95. ↑  Dal Teatro Greco ‘Dalla – Morandi’. Abgerufen am 28. August 2017 (italienisch).
96. ↑  Piero Vittoria: Caro amico ti scrivo… ciao Lucio! In: L’Opinionista. 3. März 2012, abgerufen am 28. August 2017 (italienisch).
97. ↑  Giancarlo Trombetti: Ricordo di Lucio, di Giancarlo Trombetti. 1. März 2012, archiviert vom Original am 14. September 2012; abgerufen am 28. August 2017 (italienisch).
98. ↑  Marco Marozzi: Così Dalla metterà all’asta la musica di Roversi. In: Repubblica.it. 2. September 2010, abgerufen am 28. August 2017 (italienisch).
99. ↑  Ernesto Assante, Gino Castaldo: Lucio Dalla. Mondadori, Mailand 2021, ISBN 978-88-04-72350-9, S. 250–251.
100. 1 2  Andrea Silenzi: Come inventare la canzone la storia di Lucio Dalla. Abgerufen am 28. August 2017 (italienisch).
101. ↑  Emanuela Giampaoli: Le canzoni, i film, la memoria, così Dalla ritorna in piazza. In: Repubblica.it. Abgerufen am 28. August 2017 (italienisch).
102. ↑  Ernesto Assante, Gino Castaldo: Lucio Dalla. Mondadori, Mailand 2021, ISBN 978-88-04-72350-9, S. 252–255.
103. ↑  Gino Castaldo: Lucio Dalla, genio di canzoni qual è per te la più bella? Archiviert vom Original am 15. Oktober 2013; abgerufen am 28. August 2017 (italienisch).
104. ↑  Ernesto Assante, Gino Castaldo: Lucio Dalla. Mondadori, Mailand 2021, ISBN 978-88-04-72350-9, S. 262–265.
105. ↑  Premio Librex Montale. Archiviert vom Original am 21. November 2010; abgerufen am 28. August 2017 (italienisch).
106. ↑  Ernesto Assante, Gino Castaldo: Lucio Dalla. Mondadori, Mailand 2021, ISBN 978-88-04-72350-9, S. 266–268.
107. ↑  Ernesto Assante, Gino Castaldo: Lucio Dalla. Mondadori, Mailand 2021, ISBN 978-88-04-72350-9, S. 274–276.
108. ↑  Claudia Provvedini: Attenti a quel frate, canta per Dalla. In: Corriere della Sera. 7. August 1996, S. 27 (corriere.it (Memento vom 14. Oktober 2013 im Internet Archive) [abgerufen am 24. Januar 2022]).
109. ↑  Ernesto Assante, Gino Castaldo: Lucio Dalla. Mondadori, Mailand 2021, ISBN 978-88-04-72350-9, S. 278–280.
110. ↑  Dalla dance: un disco con i remix delle canzoni di Lucio. In: Rockol.it. 22. Oktober 1997, abgerufen am 24. Januar 2022 (italienisch).
111. ↑  Mario Luzzatto Fegiz: Dalla: il pop inaridisce, ora mi do al teatro. In: Corriere della Sera. 23. Juni 1998, S. 35 (corriere.it (Memento vom 14. Oktober 2013 im Internet Archive) [abgerufen am 24. Januar 2022]).
112. ↑  Emilio Marrese: Dalla inedito, ecco il carteggio con Roversi e le loro canzoni censurate. In: Repubblica.it. 16. November 2013, abgerufen am 24. Januar 2022 (italienisch).
113. 1 2  Lucio Dalla – Lauree Honoris Causa. In: Archivio Storico. Universität Bologna, abgerufen am 26. Januar 2022 (italienisch).
114. ↑  Esordio con primato per Ciao. In: Rockol.it. 22. September 1999, abgerufen am 24. Januar 2022 (italienisch).
115. ↑  Ernesto Assante, Gino Castaldo: Lucio Dalla. Mondadori, Mailand 2021, ISBN 978-88-04-72350-9, S. 295–298.
116. ↑  Mario Luzzatto Fegiz: No della casa discografica al «kamikaze» di Dalla. In: Corriere della Sera. 23. September 2001, S. 15 (corriere.it (Memento vom 14. Oktober 2013 im Internet Archive) [abgerufen am 25. Januar 2022]).
117. ↑  Lucio Dalla e la BMG Ricordi correggono il ‘Corriere della Sera’. In: Rockol.it. 25. September 2001, abgerufen am 25. Januar 2022 (italienisch).
118. ↑  Ernesto Assante, Gino Castaldo: Lucio Dalla. Mondadori, Mailand 2021, ISBN 978-88-04-72350-9, S. 304–307.
119. ↑  Intervista a Lucio Dalla: La mia Tosca. Archiviert vom Original am 14. Oktober 2013; abgerufen am 28. August 2017 (italienisch).
120. ↑  ‘Lucio’, esce domani il disco di Dalla nato in un mese. In: Rockol.it. 30. Oktober 2003, abgerufen am 25. Januar 2022 (italienisch).
121. ↑  Lucio Dalla. Tosca Amore Disperato, archiviert vom Original am 10. März 2013; abgerufen am 28. August 2017 (italienisch).
122. ↑  Ernesto Assante, Gino Castaldo: Lucio Dalla. Mondadori, Mailand 2021, ISBN 978-88-04-72350-9, S. 311–314.
123. ↑  Ernesto Assante, Gino Castaldo: Lucio Dalla. Mondadori, Mailand 2021, ISBN 978-88-04-72350-9, S. 322.
124. ↑  Com’è profondo il cordoglio. In: Rolling Stone. 2. März 2012, archiviert vom Original am 3. Mai 2012; abgerufen am 28. August 2017 (italienisch).
125. ↑  Claudia Provvedini: Lucio Dalla trasporta Pulcinella a New York. In: Corriere della Sera. 6. März 2007, S. 32 (corriere.it (Memento vom 14. Oktober 2013 im Internet Archive) [abgerufen am 28. August 2017]).
126. ↑  Silvana Mazzocchi: Lucio Dalla: “Non so fare niente” e diventa regista di un melodramma. In: Repubblica.it. 9. April 2006, abgerufen am 28. August 2017 (italienisch).
127. ↑  Gino Castaldo: Il nuovo disco di Lucio Dalla: “Meglio venderlo in edicola”. In: Repubblica.it. 28. Juni 2007, abgerufen am 28. August 2017 (italienisch).
128. ↑  Ernesto Assante, Gino Castaldo: Lucio Dalla. Mondadori, Mailand 2021, ISBN 978-88-04-72350-9, S. 325–327.
129. ↑  Giuseppe Pennisi: L’opera del mendicante e l’Italia di Veltroni. In: L’Occidentale. 6. April 2008, abgerufen am 28. August 2017 (italienisch).
130. ↑  Francesco Lora: La contaminazione di Dalla rinverdisce il Mendicante. In: Giornale della Musica. 1. April 2008, abgerufen am 25. Januar 2022 (italienisch).
131. ↑  Lucio Dalla – La neve con la luna – Live. In: Rockol.it. 26. Februar 2008, abgerufen am 28. August 2017 (italienisch).
132. ↑  Che tempo che fa – Speciale Fabrizio De André. Abgerufen am 28. August 2017 (italienisch).
133. ↑  Ernesto Assante, Gino Castaldo: Lucio Dalla. Mondadori, Mailand 2021, ISBN 978-88-04-72350-9, S. 332–333.
134. ↑  Le edizioni precedenti. Festival Giorgio Gaber, archiviert vom Original am 13. Februar 2014; abgerufen am 28. August 2017 (italienisch).
135. ↑  Ernesto Assante, Gino Castaldo: Lucio Dalla. Mondadori, Mailand 2021, ISBN 978-88-04-72350-9, S. 335–336.
136. ↑  Gino Castaldo: Dalla e De Gregori, meglio dopo 30 anni “E ora faremo anche un disco”. In: Repubblica.it. 23. Januar 2010, abgerufen am 25. Januar 2022.
137. ↑  Luca Zanini, Giuseppina Manin: Notte ad Assisi, canzoni e polemiche. In: Corriere della Sera. 2. Januar 1998, S. 6 (corriere.it (Memento vom 14. Oktober 2013 im Internet Archive) [abgerufen am 25. Januar 2022]).
138. ↑  Gino Castaldo: De Gregori e Dalla insieme trent’anni dopo Banana Republic. In: Repubblica.it. 2. Januar 2010, abgerufen am 25. Januar 2022 (italienisch).
139. ↑  Sandra Cesarale: De Gregori, Lucio Dalla e l’Unità d’Italia. In: Corriere della Sera. 16. April 2011, S. 15 (corriere.it (Memento vom 14. Oktober 2013 im Internet Archive) [abgerufen am 25. Januar 2022]).
140. ↑  Andrea Morandi: ReTournée Dalla e De Gregori dopo trent’anni ma non è un’operazione nostalgia. In: Repubblica.it. 5. Mai 2010, abgerufen am 25. Januar 2022 (italienisch).
141. ↑  Ernesto Assante, Gino Castaldo: Lucio Dalla. Mondadori, Mailand 2021, ISBN 978-88-04-72350-9, S. 340.
142. ↑  Lucio Dalla e Francesco De Gregori – Il calendario del tour 2010/2011. Archiviert vom Original am 23. September 2015; abgerufen am 28. August 2017 (italienisch).
143. ↑  Lucio Dalla, esce ‘Questo è amore’. In: Rockol.it. 11. September 2011, abgerufen am 25. Januar 2022 (italienisch).
144. ↑  Ernesto Assante, Gino Castaldo: Lucio Dalla. Mondadori, Mailand 2021, ISBN 978-88-04-72350-9, S. 341.
145. ↑  I 100 dischi italiani più belli di sempre per Rolling Stone. IlPost.it, 30. Januar 2012, abgerufen am 25. Januar 2022 (italienisch).
146. ↑  Ernesto Assante, Gino Castaldo: Lucio Dalla. Mondadori, Mailand 2021, ISBN 978-88-04-72350-9, S. 343–344.
147. 1 2 3  Deborah Dirani: L’eredità di Lucio Dalla a cinque cugine. Nulla a Marco Alemanno. Bagnasco: di fronte ai defunti si prega. In: Il Sole 24 Ore. 6. März 2012, abgerufen am 28. August 2017 (italienisch).
148. ↑  Silvia Sperandio: È morto Lucio Dalla. Colpito da un infarto, era in Svizzera per una serie di concerti. In: Il Sole 24 ore. 1. März 2012, abgerufen am 28. August 2017 (italienisch).
149. ↑  Lucio Dalla 1943-2012. In: Repubblica.it. Abgerufen am 28. August 2017 (italienisch).
150. ↑  Davide Monastra: Lucio Dalla: oggi i funerali, visibili solo in diretta streaming. 4. März 2012, archiviert vom Original am 23. Oktober 2013; abgerufen am 28. August 2017 (italienisch).
151. ↑  Davide Turrini: “La Chiesa non condanna il peccatore”: il funerale di Dalla diventa un caso politico. In: IlFattoQuotidiano.it. 5. März 2012, abgerufen am 28. August 2017 (italienisch).
152. ↑  Gaia Giorgetti, Luca Orsi: Lucio Dalla è stato cremato Ceneri inumate in Certosa. In: Il Resto del Carlino. 23. Oktober 2013, archiviert vom Original am 29. Oktober 2013; abgerufen am 28. August 2017 (italienisch).
153. 1 2  Francesco De Gregori: “Non mi sento di parlare”, Vasco Rossi: “Era il nostro padre famiglia”. In: Repubblica.it. 1. März 2012, abgerufen am 28. Januar 2022 (italienisch).
154. ↑  Gabriele Ferraris: Gianni Morandi “Io e Lucio due ragazzi insieme alla partita”. In: LaStampa.it. 2. März 2012, abgerufen am 28. Januar 2022 (italienisch).
155. ↑  Giorgia Iovane: Lucio Dalla, il ricordo di Vecchioni a Che Tempo che Fa e di Morgan alle Invasioni [VIDEO]. In: Televisionando. 4. März 2012, abgerufen am 28. Januar 2022 (italienisch).
156. ↑  Classifica settimanale WK 9 (singoli). FIMI, abgerufen am 28. Januar 2022 (italienisch).
157. ↑  Classifica settimanale WK 9 (album & compilation). FIMI, abgerufen am 28. Januar 2022 (italienisch).
158. ↑  Emiliano Liuzzi: Quello che Dalla non avrebbe voluto: guerra sull’eredità e niente Fondazione. In: IlFattoQuotidiano.it. 1. April 2012, abgerufen am 30. August 2017.
159. ↑  Davide Turrini: Lucio Dalla, asta flop: invendute le sue tre case. Lo yacht a un fan di Napoli. In: IlFattoQuotidiano.it. 3. Oktober 2014, abgerufen am 28. August 2017 (italienisch).
160. ↑  Gianpaolo Balestrini, Giorgiana Cristalli: Lucio Dalla: non c’è testamento, tutto agli eredi. In: ANSA.it. 5. Juli 2012, abgerufen am 30. August 2017.
161. ↑  Una fondazione per Dalla come quelle Gaber-De André. In: LaStampa.it. 23. Juli 2012, abgerufen am 28. August 2017 (italienisch).
162. ↑  Lucio Dalla, l’annuncio della Fondazione il 4 marzo. Escluso Marco Alemanno. In: Il Resto del Carlino. 26. Februar 2014, abgerufen am 28. August 2017 (italienisch).
163. ↑  Ernesto Assante, Gino Castaldo: Lucio Dalla. Mondadori, Mailand 2021, ISBN 978-88-04-72350-9, S. 181–183.
164. ↑  Piero Valesio: Dalla gay? Vietato parlarne. In: IlFattoQuotidiano.it. 4. März 2012, abgerufen am 28. August 2017 (italienisch).
165. ↑  È morto Lucio Dalla, uno dei poeti della musica italiana. La7, 1. März 2012, abgerufen am 28. August 2017 (italienisch).
166. ↑  Piero Negri: Dalla confessò: non mi sento omosessuale. In: LaStampa.it. 6. März 2012, archiviert vom Original am 4. Juli 2017; abgerufen am 28. August 2017 (italienisch).
167. ↑  Tommaso Cerno: Io, gay, dico: grazie Lucio. In: L’Espresso. 6. März 2012, abgerufen am 15. Januar 2022 (italienisch).
168. ↑  Death of singer Lucio Dalla sparks Italy gay debate. In: BBC News. 5. März 2012, abgerufen am 16. Januar 2022 (englisch).
169. 1 2 3 4 5 6 7 8  Mariano Prunes: Lucio Dalla Biography. In: Allmusic. Abgerufen am 16. Januar 2022 (englisch).
170. ↑  Rodolfo Zucco: I testi di Roberto Roversi per Lucio Dalla. Considerazioni metriche. In: Giuliana Garzone, Leandro Schena (Hrsg.): Tradurre la canzone d’autore. Atti del Convegno, Università Bocconi, 29 settembre 1997. CLUEB, Bologna 2000, OCLC 44697981, S. 228.
171. ↑  Michele A. Cortelazzo: La lingua della canzone d’autore nella storia dell’italiano contemporaneo. In: Giuliana Garzone, Leandro Schena (Hrsg.): Tradurre la canzone d’autore. Atti del Convegno, Università Bocconi, 29 settembre 1997. CLUEB, Bologna 2000, OCLC 44697981, S. 31.
172. ↑  Paolo Nizza: Nuovo Cinema Lucio Dalla. In: Sky.it. 1. März 2012, archiviert vom Original am 2. September 2017; abgerufen am 28. August 2017 (italienisch).
173. ↑  Ilaria Abate: Lucio Dalla, voce e corpo sul grande schermo. In: Cinemonitor.it. 5. März 2012, abgerufen am 28. Januar 2022 (italienisch).
174. ↑  Luigi Locatelli: Ricordando Lucio Dalla attore di cinema: dai Taviani ad Avati a Mimmo Paladino. In: Nuovo Cinema Locatelli. 1. März 2012, abgerufen am 28. Januar 2022 (italienisch).
175. ↑  Lucio Dalla e il cinema: dalle musiche per Monicelli al set con i fratelli Taviani. In: Doppioschermo.it. Archiviert vom Original am 2. April 2015; abgerufen am 28. August 2017 (italienisch).
176. ↑  Ernesto Assante, Gino Castaldo: Lucio Dalla. Mondadori, Mailand 2021, ISBN 978-88-04-72350-9, S. 141–142.
177. ↑  La ‘bella’ Sabrina Ferilli insieme a Lucio Dalla. 25. November 2001, abgerufen am 28. Januar 2022 (italienisch).
178. ↑  Eddy Anselmi: Il Festival di Sanremo. 70 anni di storie, canzoni, cantanti e serate. DeAgostini, 2020, ISBN 978-88-511-7661-7, S. 441.
179. ↑  Storia del Premio Sala Stampa. Premio Sala Stampa Lucio Dalla, abgerufen am 17. März 2022 (italienisch).
180. ↑  Saverio Grimaldi: Quando i cantanti si mettono a fare gli scrittori. In: Panorama.it. Archiviert vom Original am 2. April 2015; abgerufen am 28. August 2017 (italienisch).
181. ↑  Lucio Dalla – Bella Lavita. In: WUZ.it. Abgerufen am 26. Januar 2022 (italienisch).
182. ↑  Ernesto Assante, Gino Castaldo: Lucio Dalla. Mondadori, Mailand 2021, ISBN 978-88-04-72350-9, S. 302–303.
183. ↑  Lucio Dalla: in libreria “Gli occhi di Lucio”. In: Musicroom. Archiviert vom Original am 2. September 2017; abgerufen am 28. August 2017 (italienisch).
184. ↑  Genio Fiorentino: Lucio Dalla canta Benvenuto Cellini. In: Artelabonline.it. 12. Mai 2008, abgerufen am 28. August 2017 (italienisch).
185. 1 2  L’Albo d’Oro. Premio Lunezia – Festival della Luna, 2. November 2016, abgerufen am 15. Januar 2022 (italienisch).
186. 1 2  Alberto Sofia: Lucio Dalla, artista e comunicatore della modernità: il ricordo di Urbino. In: il Ducato. Universität Urbino, 1. März 2012, archiviert vom Original am 2. Juli 2012; abgerufen am 26. Januar 2022 (italienisch).
187. ↑  Dalla Lucio – Gesù, san Francesco, Totò: la nebulosa della comunicazione. In: Edizioni Franco Angeli. Abgerufen am 26. Januar 2022 (italienisch).
188. ↑  Lucio Dalla alla Normale. In: Firenze.it, Portale Giovani. 5. März 2006, archiviert vom Original am 2. September 2017; abgerufen am 26. Januar 2022 (italienisch).
189. ↑  Quella volta che Lucio Dalla tenne lezione in Cattolica. In: Cattolica news. 1. März 2012, archiviert vom Original am 2. September 2017; abgerufen am 26. Januar 2022 (italienisch).
190. ↑  Franca Porciani: Il «prof» Vecchioni insegna la protesta. In: Corriere della Sera. 30. September 2011, S. 13 (corriere.it (Memento vom 1. Januar 2016 im Internet Archive) [abgerufen am 28. August 2017]).
191. ↑  Massimo Cotto: Un altro giorno è andato: Francesco Guccini si racconta a Massimo Cotto. Giunti, Florenz 1999, ISBN 88-09-21704-7, S. 57.
192. ↑  Dalla L a Dalla. In: ArteeLuoghi.it. Archiviert vom Original am 2. April 2015; abgerufen am 28. August 2017 (italienisch).
193. ↑  Lucio Dalla: brano inedito dedicato al pittore Amico Aspertini. In: rockol.it. 26. September 2008, abgerufen am 28. August 2017 (italienisch).
194. ↑  Valerio Cappelli: Dalla: e adesso apro una galleria d’arte. In: Corriere.it. 20. Januar 1998, archiviert vom Original am 2. April 2015; abgerufen am 28. August 2017 (italienisch).
195. ↑  Emiliano Liuzzi: 40mila persone per l’ultimo saluto a Dalla. Le lacrime di Jovanotti e Renato Zero. In: IlFattoQuotidiano.it. 3. März 2012, abgerufen am 28. August 2017 (italienisch).
196. ↑  La Gazzetta saluta Lucio Dalla, con una prima pagina speciale. In: Gazzetta.it. 1. März 2012, archiviert vom Original am 2. September 2017; abgerufen am 28. Januar 2022 (italienisch).
197. ↑  Lucio Dalla il ricordo di un grande artista italiano. In: 20th Century Blog. Archiviert vom Original am 15. März 2014; abgerufen am 28. August 2017 (italienisch).
198. ↑  Dalla e la Mille Miglia, a maggio voleva esserci. In: GiornalediBrescia.it. 2. März 2012, abgerufen am 28. Januar 2022 (italienisch).
199. ↑  È morto Lucio Dalla, cattolico senza riserve. In: LaPerfettaLetizia.com. 1. März 2012, archiviert vom Original am 8. April 2012; abgerufen am 28. August 2017 (italienisch).
200. ↑  Bruno Volpe: Il cattolico Lucio Dalla: “Quale marxista? Io mi ispiro all’Opus Dei”. In: Papanews.it. Archiviert vom Original am 22. Juli 2011; abgerufen am 28. August 2017 (italienisch).
201. ↑  Claudia Voltattorni: Dalla: con l’Opus Dei contro l’ateismo. In: Corriere.it. 27. Dezember 2007, abgerufen am 28. August 2017 (italienisch).
202. ↑  Ernesto Assante, Gino Castaldo: Lucio Dalla. Mondadori, Mailand 2021, ISBN 978-88-04-72350-9, S. 329.
203. ↑  Beppe Severgnini: «Io ho l’ambizione di non rimanere». In: Corriere.it. 3. März 2012, abgerufen am 28. August 2017 (italienisch).
204. ↑  Ernesto Assante, Gino Castaldo: Lucio Dalla. Mondadori, Mailand 2021, ISBN 978-88-04-72350-9, S. 188.
205. ↑  Mario De Santis: Dalla, di sinistra ma con riserva “Non sanno capire le inquietudini”. In: Repubblica.it. 11. November 2008, abgerufen am 28. August 2017 (italienisch).
206. 1 2  Jodok Hess: Italienischer Liedermacher – Lucio Dalla, die optimistische Stimme Italiens. In: SRF Kultur. 7. März 2018, abgerufen am 16. Januar 2022 (Schweizer Hochdeutsch).
207. ↑  Stefano Ciavatta: L’eccezione Dalla: raffinato, per le masse e amato all’estero. In: Linkiesta. 1. März 2012, abgerufen am 23. Januar 2022 (italienisch).
208. ↑  Marinella Venegoni: Dalla: una febbre di musica che scaccia gli stranieri. In: La Stampa. 1. August 1981 (archiviolastampa.it [abgerufen am 23. Januar 2022]).
209. 1 2  Cronologia dei Premi David di Donatello. Accademia del Cinema Italiano, abgerufen am 15. Januar 2022 (italienisch).
210. ↑  Italian National Syndicate of Film Journalists (1982). In: IMDb. Abgerufen am 15. Januar 2022.
211. ↑  Albo d’oro. Club Tenco, abgerufen am 8. Dezember 2022 (italienisch).
212. ↑  Premiati. Premio Librex Montale, archiviert vom Original am 21. November 2010; abgerufen am 15. Januar 2022 (italienisch).
213. ↑  Italian National Syndicate of Film Journalists (1996). In: IMDb. Abgerufen am 15. Januar 2022.
214. ↑  Italian National Syndicate of Film Journalists (2004). In: IMDb. Abgerufen am 15. Januar 2022.
215. ↑  (6114) Dalla-Degregori = 1978 QS2 = 1984 HS1. IAU Minor Planet Center, abgerufen am 10. Juni 2022 (englisch).
216. ↑  Dalla Sig. Lucio. In: Quirinale.it. Abgerufen am 26. Januar 2022.
217. ↑  Dalla Sig. Lucio. In: Quirinale.it. Abgerufen am 26. Januar 2022.
218. ↑  Chartquellen (Alben):
  - Guido Racca: M&D Borsa Album 1964–2019. Selbstverlag, 2019, ISBN 978-1-09-470500-2, S. 148 f.
  - Guido Racca & Chartitalia: Top 100 FIMI Album. Lulu, 2013, S. 94 f.
  - Alben von Lucio Dalla. In: Italiancharts.com. Hung Medien, abgerufen am 21. August 2017 (IT).
  - Alben von Lucio Dalla. In: Austriancharts.at. Hung Medien, abgerufen am 21. August 2017 (AT).
  - Alben von Lucio Dalla. In: Hitparade.ch. Hung Medien, abgerufen am 28. August 2017 (italienisch, CH).
219. ↑  European Gold & Platinum Awards 1986. In: Music & Media. Band 3, Nr. 51/52. EMR & Billboard, 27. Dezember 1986, S. 33 (World Radio History [PDF; abgerufen am 16. Januar 2022]).
220. 1 2  David Stansfield: Italian Exports. In: Billboard. 2. Juli 1994, S. 76 (worldradiohistory.com [PDF; abgerufen am 19. Januar 2022]).
221. ↑  Musica: Classifiche, Dalla al primo posto con ‘Ciao’. adnkronos.com, 21. September 1999, abgerufen am 19. Januar 2022 (italienisch).

| Personendaten    | Personendaten                                                 |
| ---------------- | ------------------------------------------------------------- |
| NAME             | Dalla, Lucio                                                  |
| KURZBESCHREIBUNG | italienischer Musiker, Cantautore, Komponist und Schauspieler |
| GEBURTSDATUM     | 4. März 1943                                                  |
| GEBURTSORT       | Bologna                                                       |
| STERBEDATUM      | 1. März 2012                                                  |
| STERBEORT        | Montreux, Schweiz                                             |